# Борзые собаки

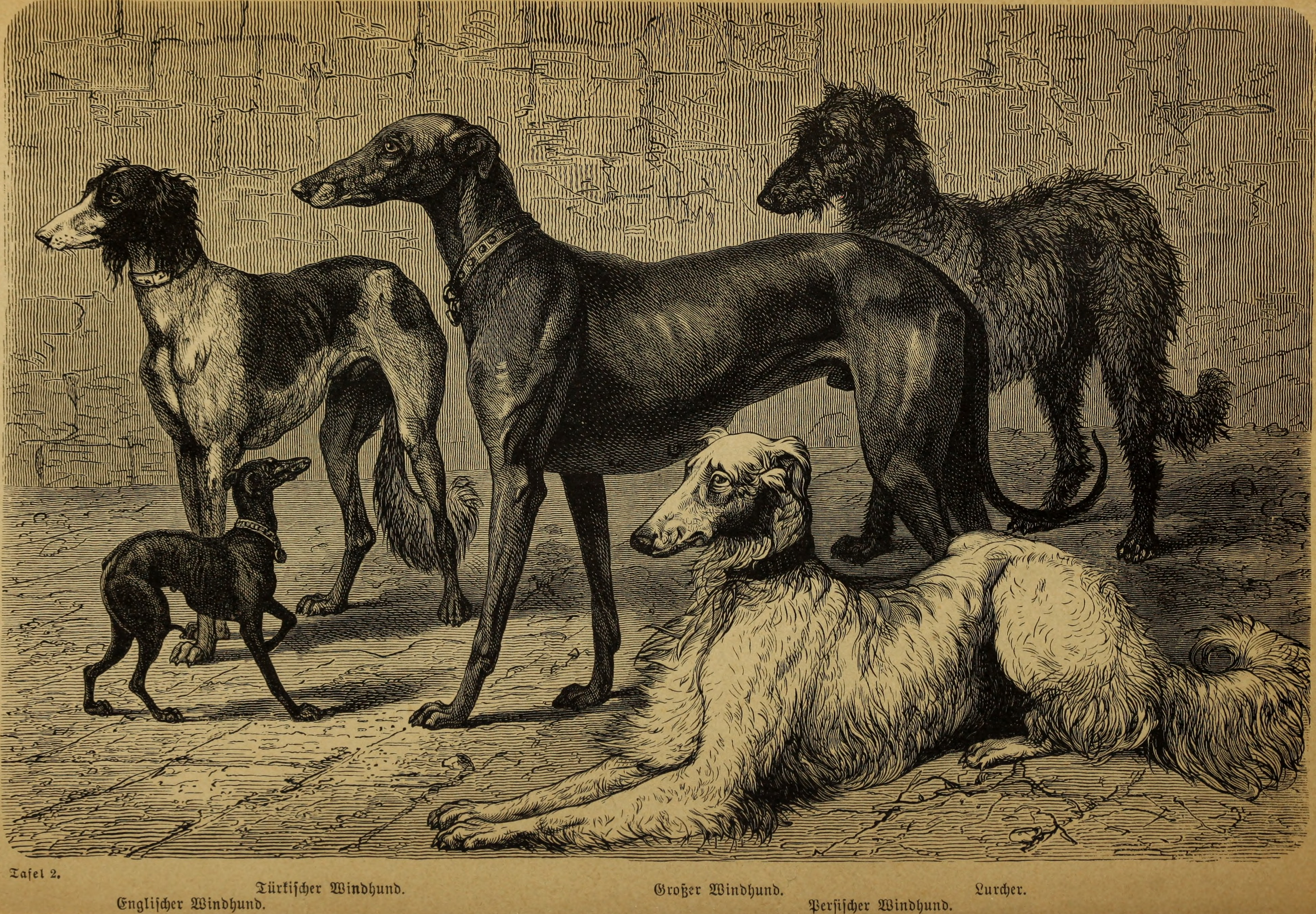
Породы борзых в книге «Der Hund und seine Racen. Naturgeschichte des zahmen Hundes, seiner Formen, Racen und Kreuzungen» (1876)

Борзы́е соба́ки (ед. ч.: борза́я) — группа пород охотничьих ловчих собак для безружейной охоты (травли) на зверей.
Благодаря длинным ногам борзые отличаются высокой скоростью бега, они выносливы и лучше других собак подходят для охоты на открытой местности, где могут видеть и долго преследовать добычу. Удлинённая форма черепа обеспечивает борзым широкое поле зрения. Именно способность охотиться «по-зрячему», «навзрячь», отличает борзых собак от гончих. Для борзых всех пород характерны тонкий костяк, сухая мускулатура, длинное в сравнении с плечом предплечье и длинная в сравнении с бедром голень. Борзые используются для охоты на зайца, лисицу, волка и копытных. Преследуя зверя, борзые развивают скорость от 49 до 61 км/час. В наше время борзые считаются одними из лучших собак для спортивных гонок и курсинга. На начало XX столетия главные разновидности борзых: греческая, арабская, английская, шотландская, ирландская и русская. Русские борзые разделялись на псовых (густопсовые исчезли в чистом виде), чистопсовых (также исчезли), крымских, молдавских, казахских (тазы), хивинских, хортых и брудастых.

## Исторические корни
Родиной борзых считается Аравия, откуда они попали в Древний Египет, и Месопотамия. Предками древних борзых Азии и Северной Африки, вероятно, были собаки-парии, в результате естественного отбора сформировавшие черты, свойственные травильным собакам пустынных территорий. Фрагменты керамики с изображениями собак с явными чертами борзых салюки обнаружены в исторической части Сузы и датируются 4000 годом до н. э. Наскальные рисунки 7000-5000 гг до н. э. в Джебель-Баркал изображают борзых, похожих на слюги. В гробницах Древнего Египта обнаружены мумии борзых собак, рисунки и скульптуры с их изображениями.

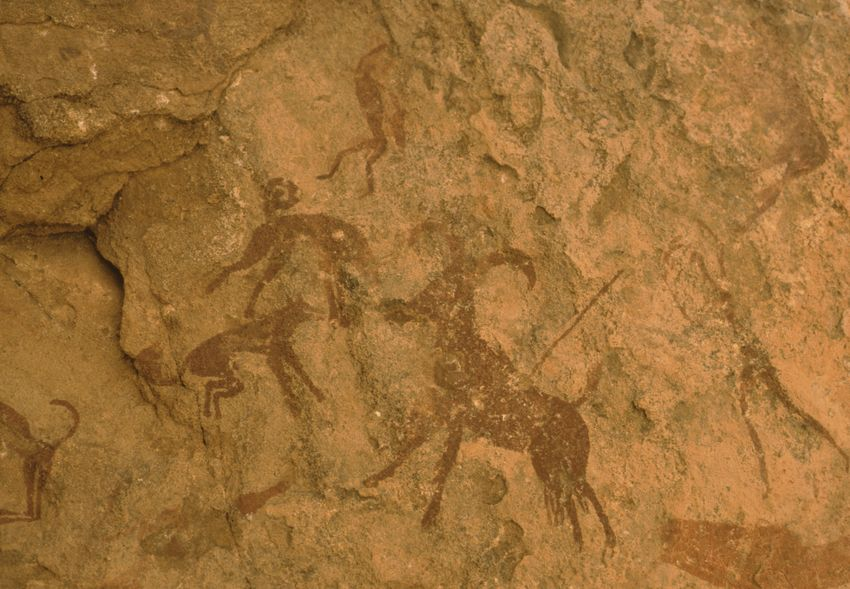
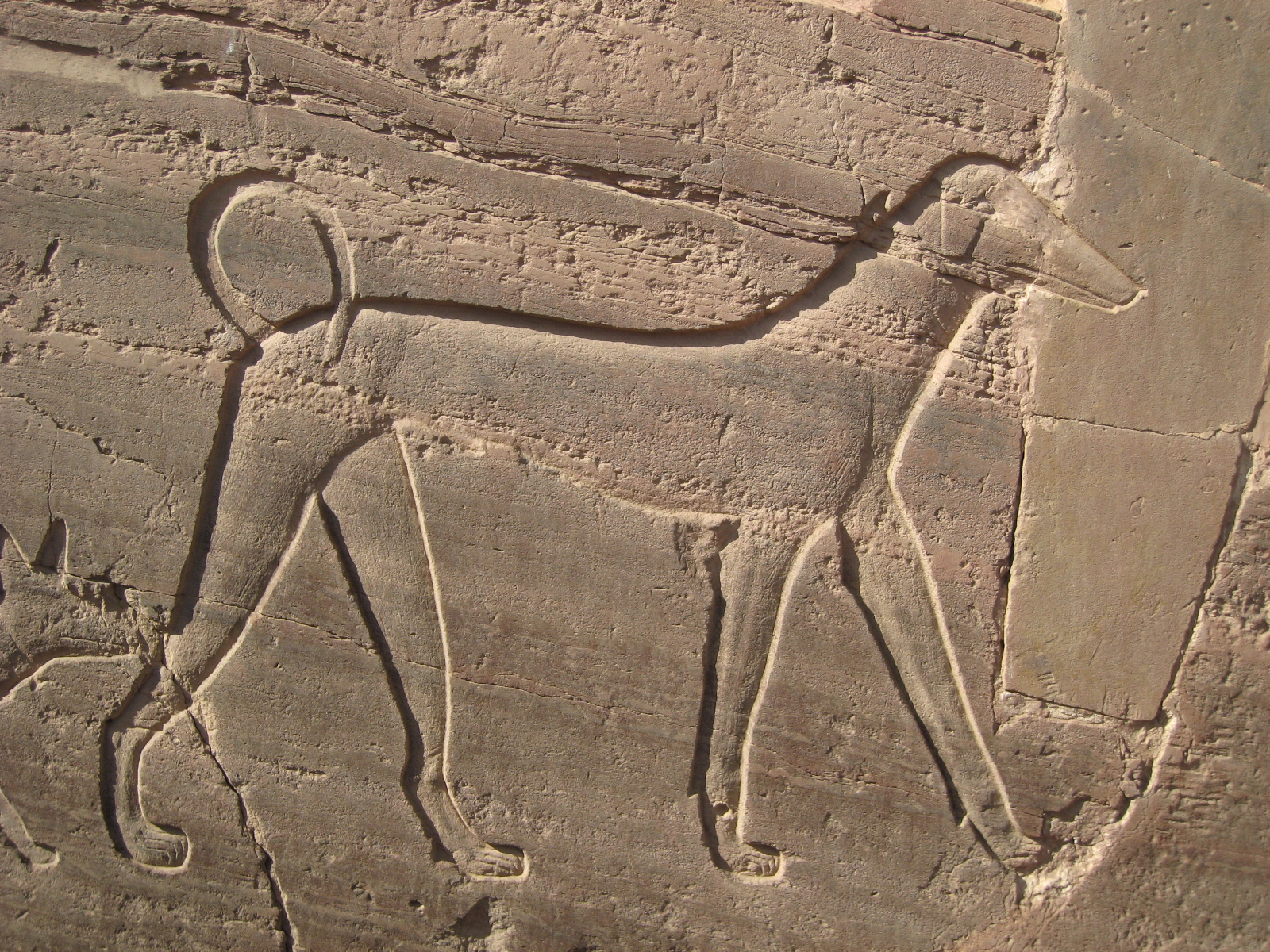
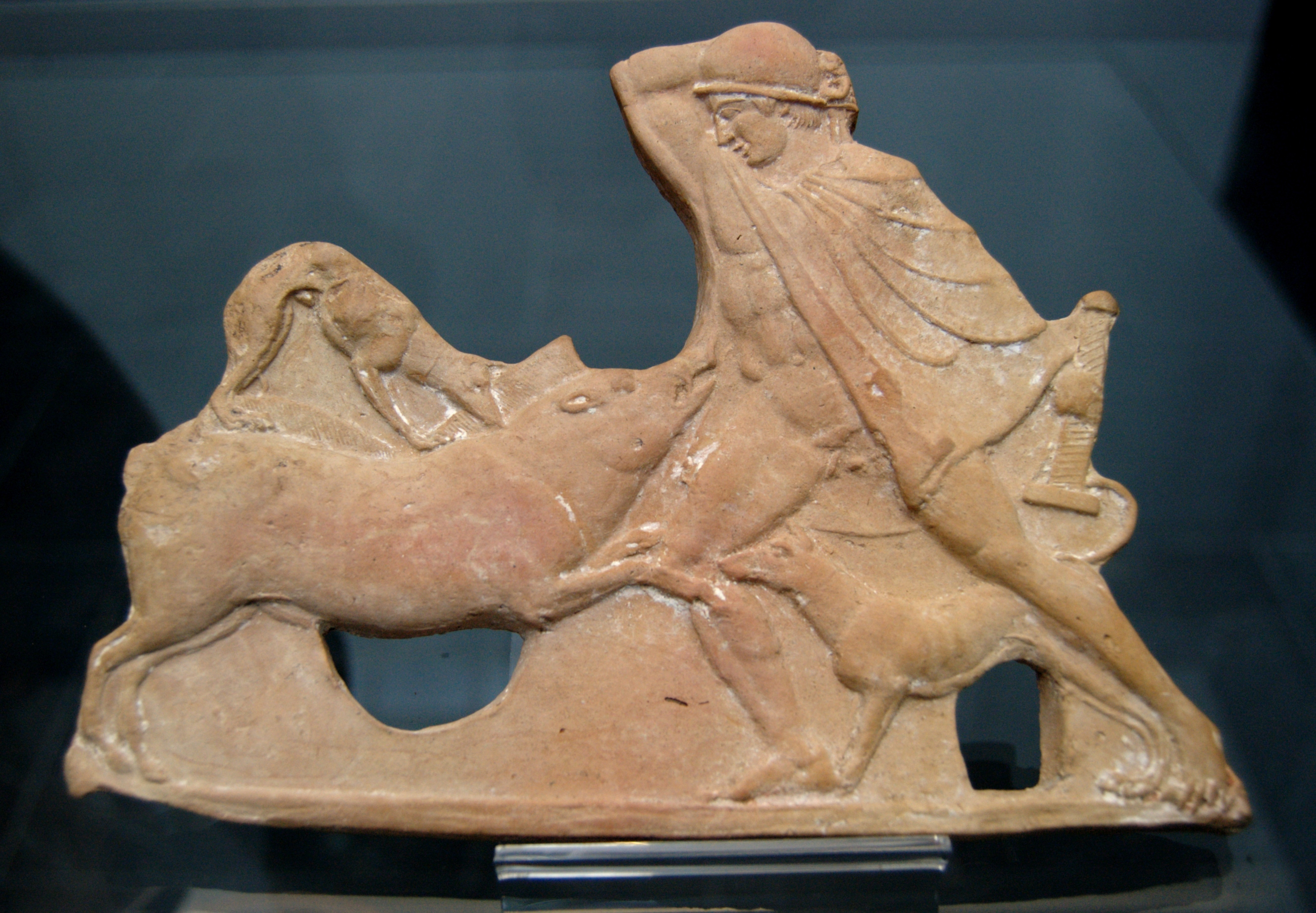
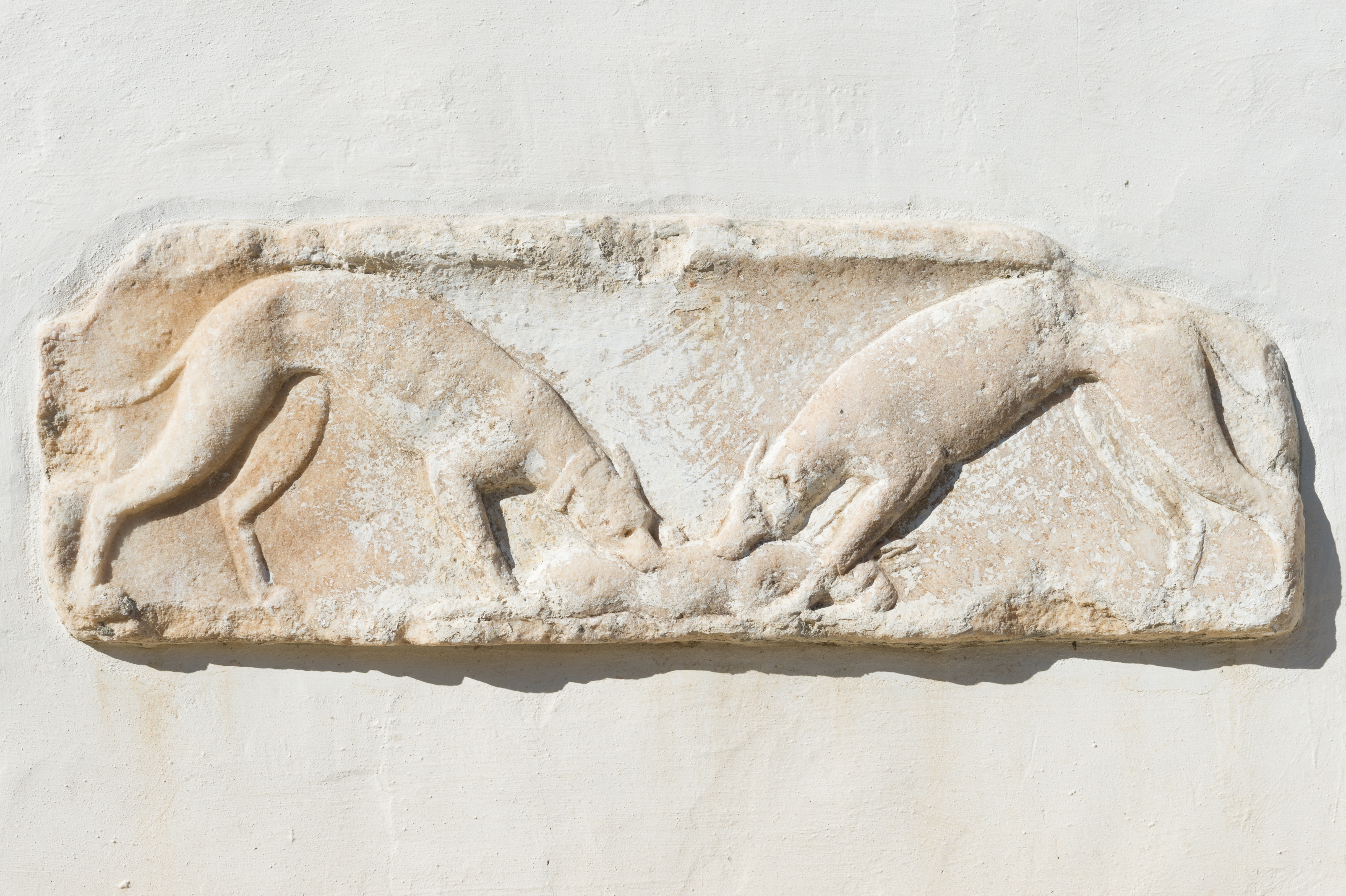
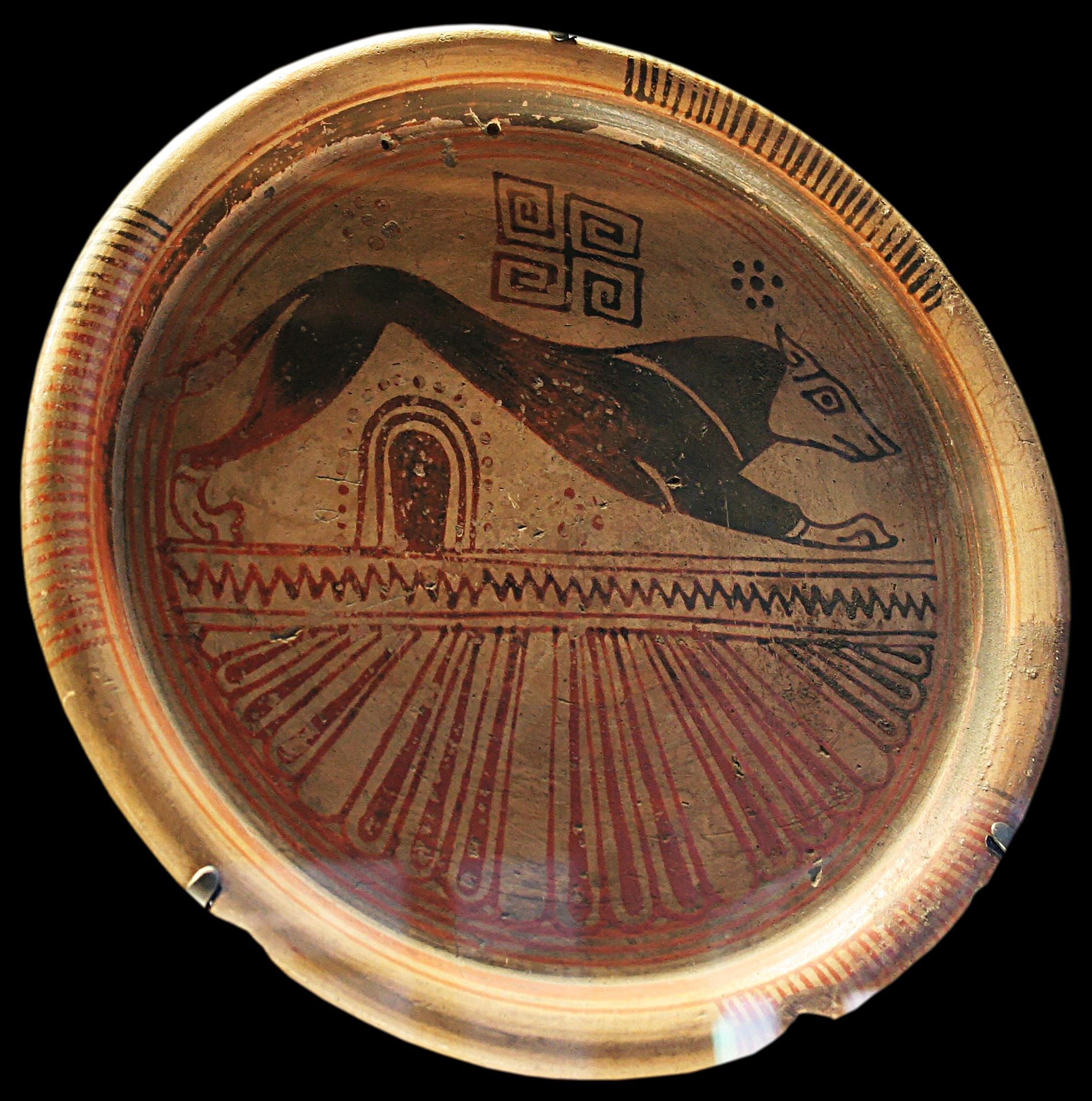

Предполагают, что первыми борзыми были слюги и тесем. Под влиянием слюги сформировались большинство пород борзых собак Азии, Европы и Африки. Тезем повлиял на возникновение африканских пород, но около II века до н. э. был вытеснен из Египта, а позднее — и из Северной Африки завезёнными во время арабских нашествий слюги. В Европе борзые появились в период галльских походов в Малую Азию в III—II веках до н. э. Восточные борзые проникли с торговыми и военными походами через Иран и Афганистан на территорию Кавказа и в приволжские степи. Из Сирии древние породы борзых проникли в Европу. Борзых собак привозили позднее и крестоносцы. В Азии, в особенности в Индии, сформировались азиатские породы борзых и травильных собак.
Охота с собаками, сдавливающими зверя, издавна культивировалась не только как промысел, но и как вид спорта, развлечение у конных народов. Конную охоту с борзыми широко практиковали арабские и азиатские правители, наряду с охотой при помощи ловчих птиц. На Руси псовая охота была забавой князей и бояр. Увлечение пышной и дорогой охотой легло в основу особого внимания к борзой по сравнению с другими охотничьими породами. Есть неподтверждённые сведения, что в XI веке английский король запретил простым жителям заводить грейхаундов, чтобы они не мешали королевской охоте. Охота стала роскошным увеселением знати, в этих пышных торжествах участвовали десятки и даже сотни собак — травильных, борзых, гончих. В 1619 году в Виргинии был принят закон, запрещающий продажу борзых коренным американцам. Французский король Людовик XI одной из своих борзых собак предоставил личную кровать и ночную одежду, а для другой заказал алый бархатный ошейник с двадцатью жемчужинами. Королева Виктория в числе многочисленных пород содержала также грейхаундов, а русских псовых борзых ей подарили императоры Александр II и Александр III.

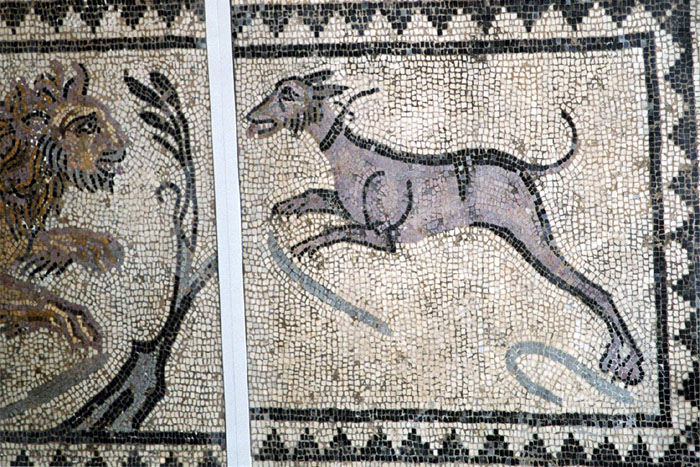
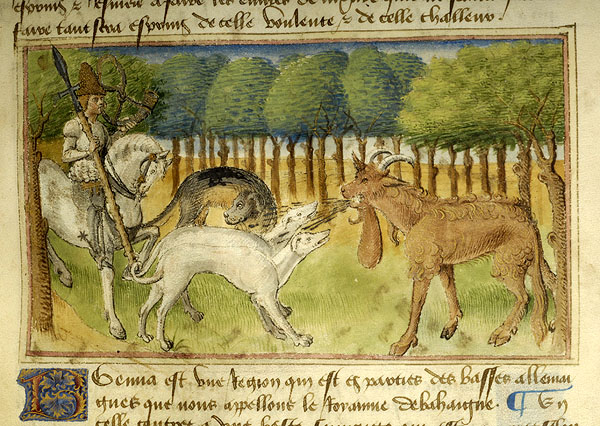
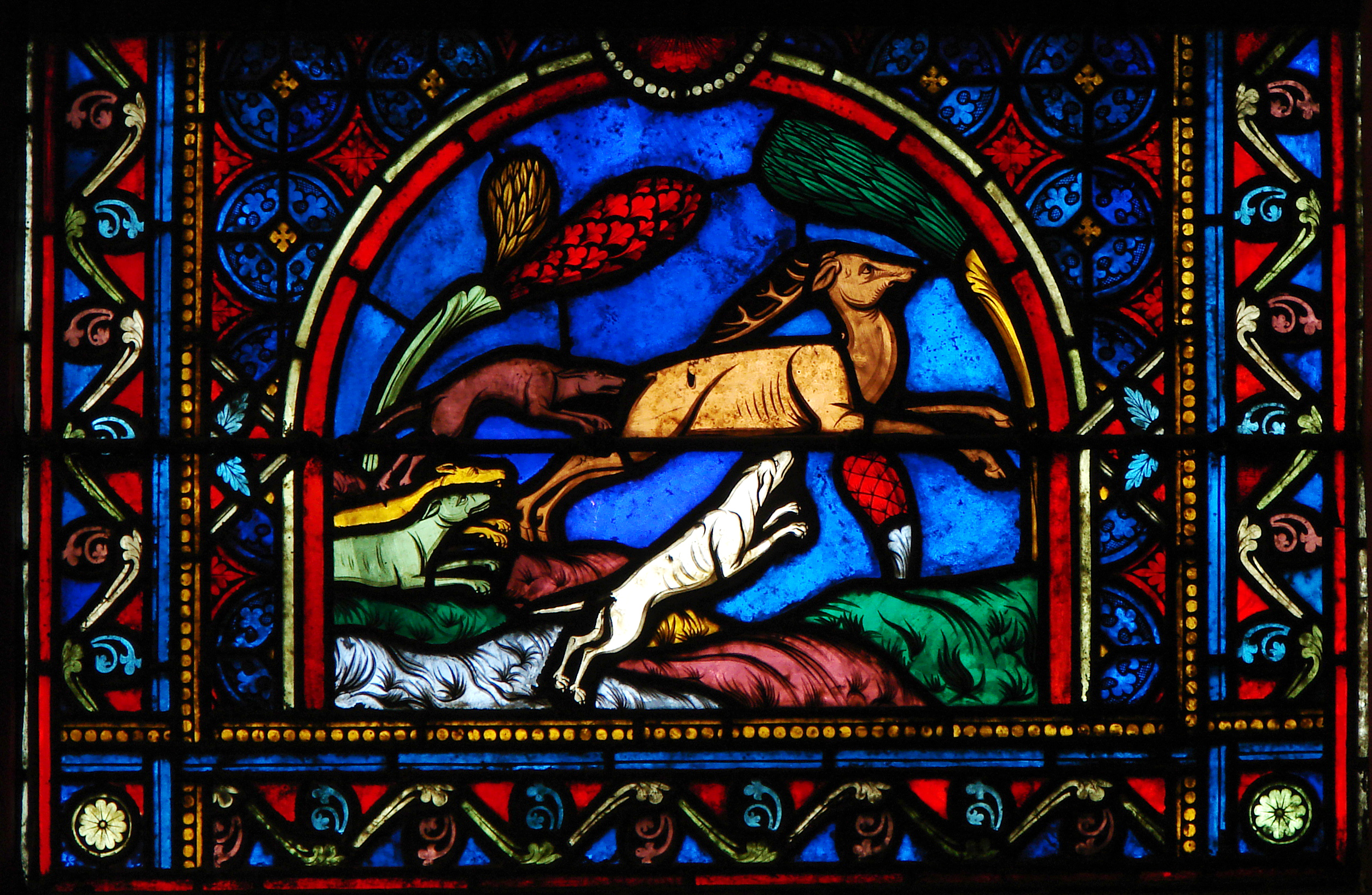
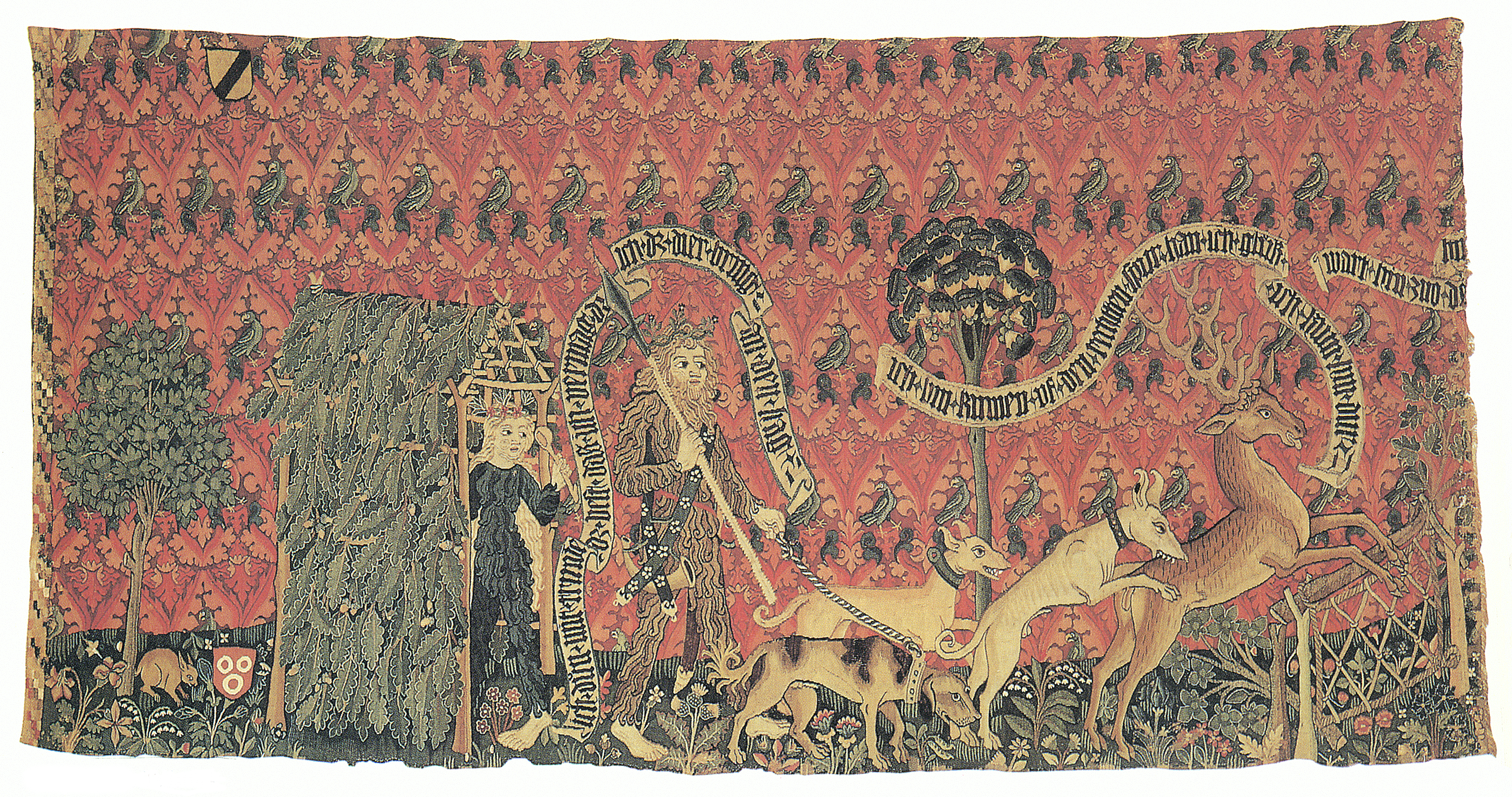
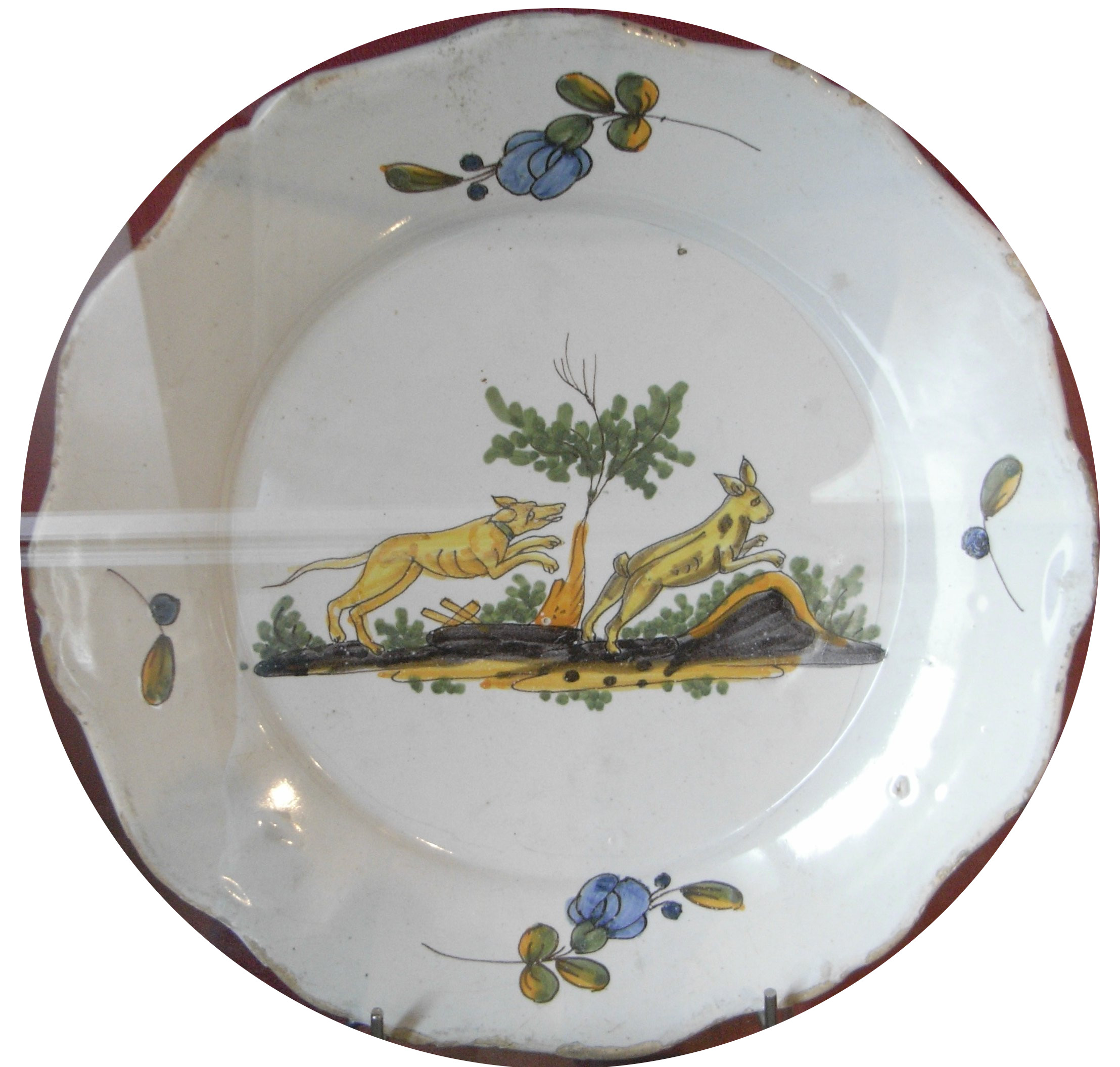

## Внешний вид
Борзые — специализированные породы, с ярко выраженными характерными чертами экстерьера. Это собаки квадратного формата, с длинными — высокими — ногами, обтекаемой формой тела. Сухой тип конституции с характерным для него интенсивным метаболизмом типичен для борзых, как и для всех животных, приспособленных к скоростному бегу. Собаки подтянуты, кожа плотно прилегает, голова лёгкая, удлинённая. Шея высоко поставлена, что позволяет при помощи наклона шеи выгодно изменять баланс во время быстрого бега. Грудная клетка объемная и глубокая, чтобы вместить необходимые для интенсивных нагрузок сильное сердце и объёмные лёгкие. Для мощных толчков при движении карьером борзые должны иметь отлично развитые мускулистые задние ноги, длинный и широкий круп, относительно крупные лапы.

## Способ охоты
Борзые собаки предназначались для охоты способом травли. При этом состояли из свор: борзые при охотнике, соединённые по три-четыре однопородные собаки вместе, из которых одна должна быть другого пола. Само слово свора происходит от ремня, на которой водят сразу несколько борзых собак. Во время охоты могли использоваться несколько свор.
Распространена пешая охота с одной борзой.

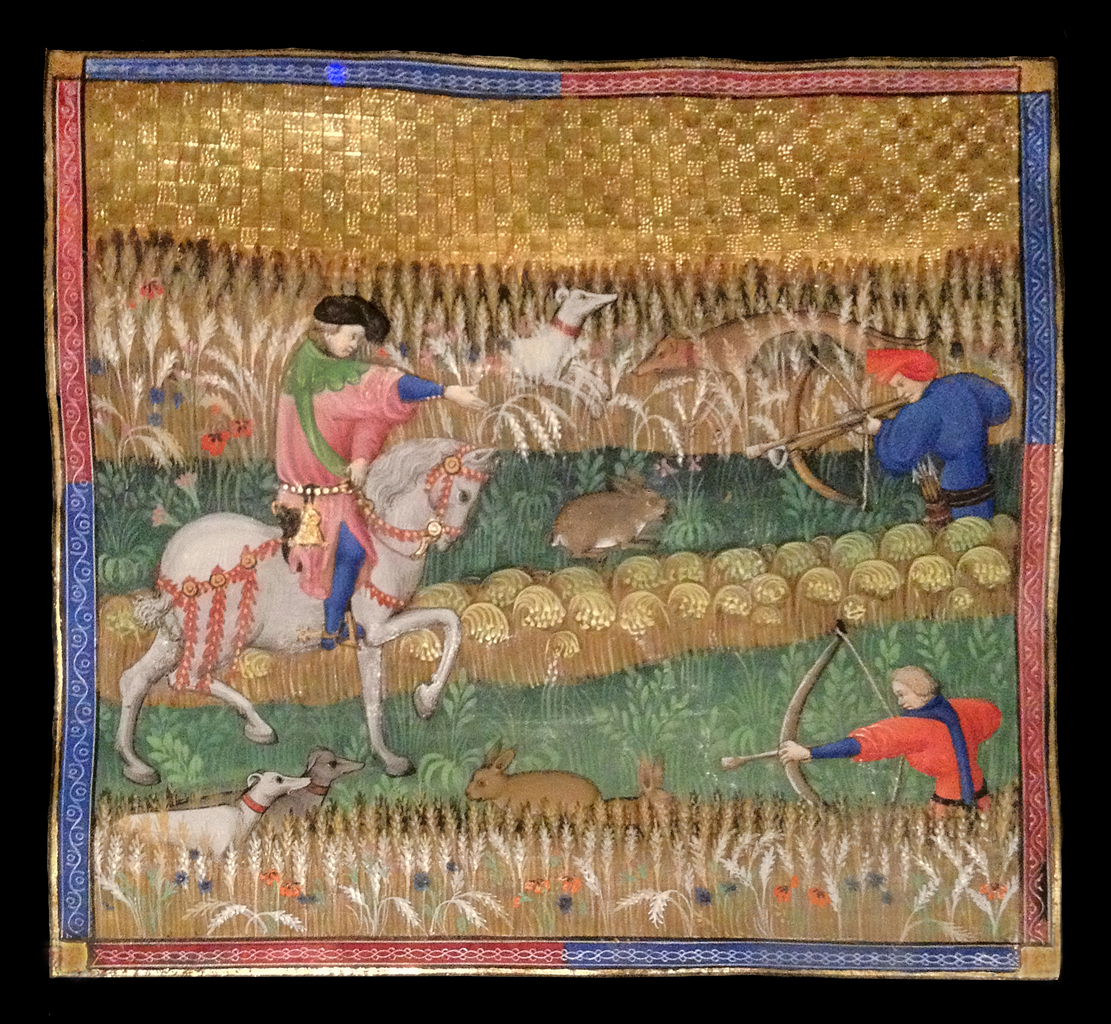
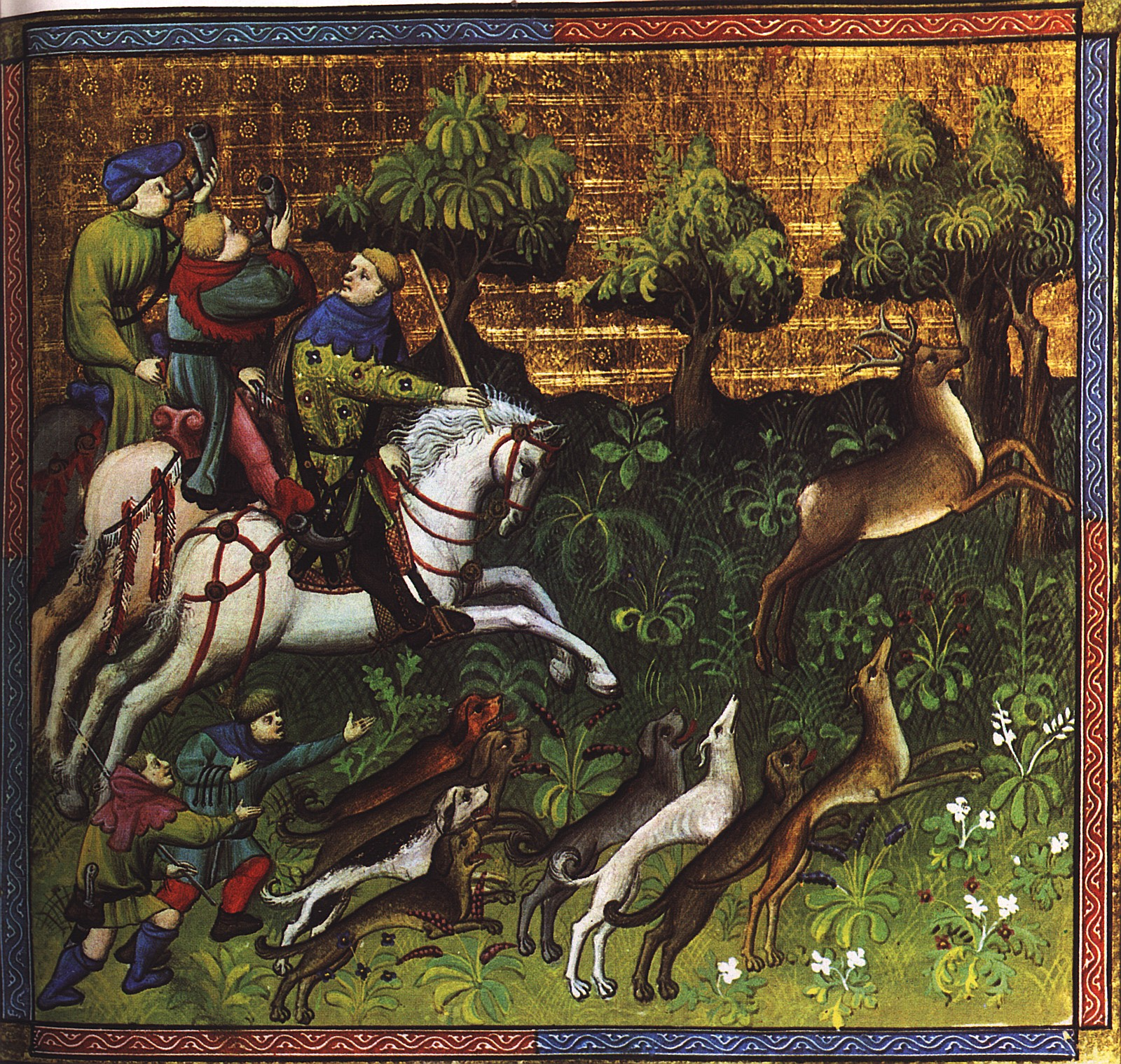
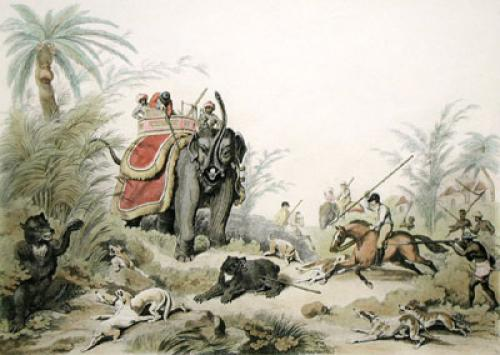
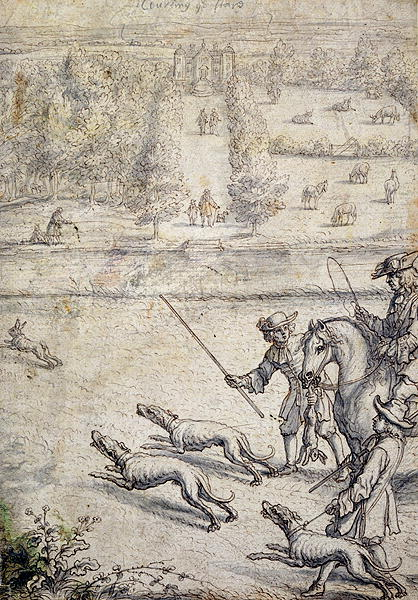

## Отличительные особенности борзых

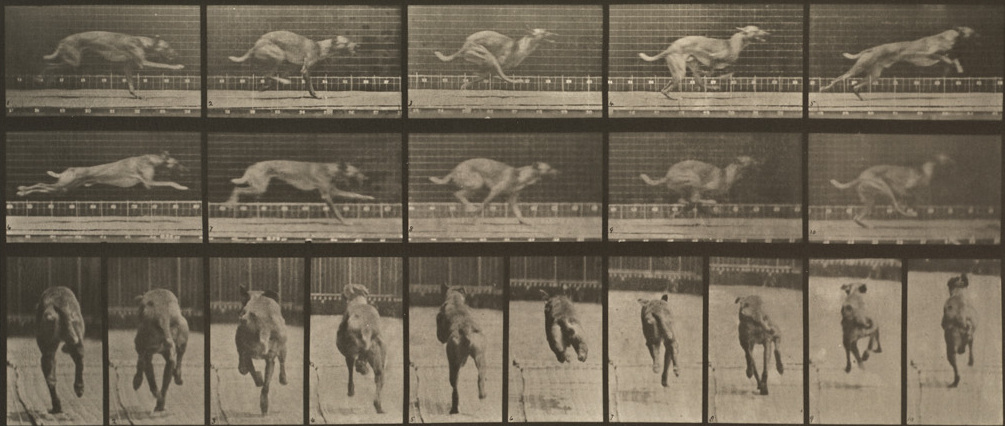
Галоп с двойным зависанием.
Э. Мейбридж. «Animal locomotion» (1887), vol. X tab. 708

|  |
|  |

### Галоп с двойным зависанием
Преследуя зверя, борзые развивают скорость от 49 до 61 км/час. В российской и советской кинологической литературе говорится, что рабочий аллюр борзых — карьер, который отличается от обычного четырёхтактного галопа собак тем, что в безопорной фазе задние ноги выносятся перед передними посредством сильного сгибания корпуса в пояснице. При этом увеличивается расстояние, на которое собака продвигается в полёте, за счёт чего возрастает скорость бега. Зарубежные авторы указывают, что исключительная скорость достигается за счёт второй фазы полёта в цикле и называют такой бег галопом с двойным зависанием (double suspension gallop). Галоп с двойным зависанием — это серия гигантских прыжков, когда собака находится в воздухе на протяжении значительного, до 75 % цикла, времени. В каждом цикле галопа с двойным зависанием две фазы полёта: когда ноги собраны под корпусом и когда корпус и конечности растянуты в длину. Как и обычный, галоп с двойным зависанием у собак по очерёдности шагов может быть перекрёстным, или диагональным (transverse), или более типичным для борзых вращающимся (rotary), а в зависимости от направления траектории цикл шагов может начинаться с правой или с левой ведущей ноги. Тяжёлые собаки и лошади не могут бегать таким способом, но небольшие собаки, например, таксы, обладают такой способностью. Такой аллюр иногда встречается и у других видов животных, в частности, вращающимся галопом с двойным зависанием преследует свою жертву гепард.
Бег таким галопом задействует больше различных мышц, требует больших затрат энергии и очень утомителен, поэтому невозможно долго бежать карьером или галопом с двойным зависанием. Кроме того, чтобы бегать таким образом, собаки должны иметь подходящее сложение.

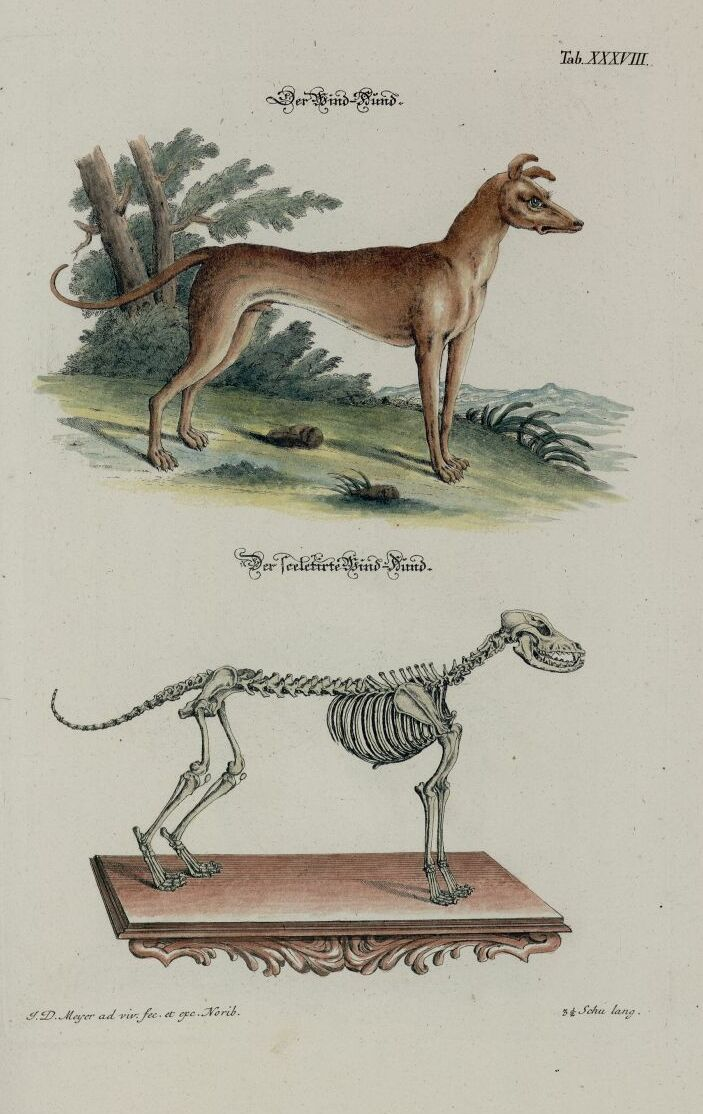
Windhund. Meyer J. D., 1748

### Особенности сложения
Все борзые при формате, приближающемся к квадратному, имеют удлинённое туловище, гибкий позвоночник, относительно длинную, но мощную поясницу и хорошо подтянутый живот. Эти свойства необходимы в быстром галопе для максимального сбора и вынесения задних ног вперёд, а затем для максимального отталкивания и раскрытия, но выигрыш в скорости оплачивается снижением выносливости. Увеличенная длина поясницы достигается тем, что поясничные позвонки у борзых почти в 1½ раза длиннее, чем грудные.
Для борзых характерны длинные ноги («высоконогость», «цыбастость»), при этом предплечье и голень заметно длиннее, чем, соответственно, плечо и бедро, другими словами, расстояние от земли до локтя (или уровня груди) существенно больше, чем глубина груди. Оптимальным является соотношение 1,3±0,05, при бо́льших значениях снижается скоростная отдача мускулатуры ног. Например, очень высоконогий азавак не так быстр, как грейхаунд и уиппет. Благодаря длинным ногам и наклонному крупу собаки естественно и удобно в быстром галопе выносят задние ноги впереди передних. По мнению Н. А. Смирнова, высокую скорость обуславливает способность борзых сильно прогибать вниз и вперёд задний отдел рабочей части позвоночника и захватывать пространство за счёт максимального выноса задних ног вперёд. Подобная гибкость позвоночника возможна лишь при соответствующем строении: грудная клетка чрезвычайно глубокая, последние ложные рёбра очень коротки и не участвуют в работе по изменению объёма дыхательной полости, зато не мешают сгибанию позвоночника, а последние грудные позвонки по форме приближаются к поясничным.
В сравнении с породами, для которых характерно движение рысью, у галопирующих пород, в том числе борзых, более открытый угол плечелопаточного сочленения, это качество более выражено у равнинных борзых, и меньше — у горных. Наоборот, углы задних конечностей выражены гораздо сильнее, чем у рысистых пород и чем передние углы, при этом тазобедренный сустав расположен выше плечелопаточного. Такие соотношения обеспечивают лёгкий подъём в быстрый галоп и лучшие скоростные характеристики. На скорость работают и достаточно (но не чрезмерно) длинная, высоко поставленная шея и длинный, гибкий, низко посаженный хвост. Во время бега шея находится в позиции продолжения спины и работает как противовес, придающий дополнительный импульс движению вперёд, а хвост служит балансиром и добавляет манёвренности в резких поворотах, хотя, как утверждают, бесхвостые собаки не теряют поимистости из-за его отсутствия. Длинная гибкая шея позволяет легко дотянуться до зайца с высоты роста собаки и увеличивает шансы на успешную охоту. Длинная морда (щипец) также упрощает поимку изворотливой дичи, при этом челюсти и зубы должны быть мощными настолько, чтобы хватало сил удержать зверя — например, волка, — за горло, пока подоспеет охотник и примет добычу. Известны случаи, когда борзым удавалось вывихнуть слабую челюсть даже при попытке схватить зайца.
Мощный толчок задними ногами после разгибания корпуса обеспечивают длинный широкий круп, короткие плюсны и относительно крупные лапы удлинённой (овальной) формы, а выдвинутые вперёд сильные передние ноги и плоская спереди грудь без форбруста дают возможность стремительного манёвра, чтобы не упустить дичь на угонке. Короткие и хорошо наклонённые пясти хорошо амортизируют удары во время скачки, способствуют лучшей выносливости и уменьшают вероятность растяжений.
Быстрый бег и резкие повороты возможны лишь при лёгком весе собаки. Для всех борзых характерен сухой или лёгкий тип конституции, сухая мускулатура, утончённый костяк. Кости настолько легки, насколько они способны вынести большие беговые нагрузки, так что неровности и препятствия во время скачки иногда могут привести к переломам.

### Внутренняя анатомия и физиология
Способность борзых к анаэробному бегу обеспечивают и особенности кровеносной системы и мускулатуры. Борзые отличаются очень большим сердцем, за счёт утолщения миокарда и увеличения левых желудочка и предсердия. Например, у грейхаундов вес сердца составляет от 1,18 до 1,73 % веса тела, тогда как у собак других пород оно весит в среднем 0,74−0,77 %. Показано, что относительный размер сердца гораздо больше обычного и у других пород борзых — уиппетов, афганов, салюки, дирхаундов. «Спортивное сердце» борзых в некоторой степени подвержено влиянию тренировок, но свойственно им от рождения, как наследуемый признак. Во время скачки гипертрофированное сердце борзой бьётся со скоростью до 300 ударов в минуту и за 30 секунд гонки перекачивает пятикратный объём крови собаки, которой у борзых больше, чем у обычных собак. В организме бегового грейхаунда кровь составляет 11,4 % от веса, в отличие от 7,2 % у домашних собак в среднем (у скаковой лошади 10,5 %, у мужчины-спринтера 9,5 %). Красные кровяные тельца в крови борзых крупнее, концентрация гемоглобина выше, а тромбоцитов меньше, чем у собак других пород. Кровяное давление и скорость кровотока в аорте у борзых тоже существенно превышают обычные значения.
Более половины массы тела — 57 %, у рабочего грейхаунда 60 % — составляют мышцы (у большинства животных около 40 %). Мышцы собак состоят из волокон разного типа, различающихся скоростью сокращения и степенью устойчивости к утомлению. Снабжение мышц энергией происходит в результате окислительного и гликолитического процессов. Исследования показали, что мускулы борзых содержат намного больше быстрых — гликолитических и окислительно-гликолитических — волокон, чем мышцы собак других пород. В некоторых мышцах доля быстрых волокон доходит почти до 100 %. Активность ферментов АТФазы и креатинкиназы, отвечающих за выработку энергии для сокращения мышц, у борзых в 1½ и более раз выше, чем у собак других пород и беспородных, что также соответствует высокой доле быстрых волокон. Таким образом, мышцы борзых собак устроены так, чтобы обеспечить высокую скорость движения, но не выносливость — сочетание, характеризующее спринтера.
В источниках встречается указание на отличное зрение борзых, позволяющее им видеть движущиеся объекты за несколько километров, другие отмечают зоркость, то есть внимательность и отличную зрительную реакцию. По современным данным, острота зрения у борзых не отличается от других пород. Однако типичное для борзых строение головы — узкий удлинённый череп, глубокие глазницы — обеспечивают хороший боковой обзор, так что поле зрения борзой достигает 280 ° (панорамное зрение), хотя зона бинокулярного зрения довольно узкая (35−40 °). Кроме того, обнаружено, что у собак-долихоцефалов, к которым относятся все борзые, количество и расположение ганглионарных клеток иное, чем у собак со средней и короткой головой. По всей вероятности, такое устройство глаз обеспечивает лучшую зрительную реакцию на движение объектов на периферии видимой зоны, но при этом, возможно, острота зрения в центральной зоне ниже, чем у собак других пород.

### Поведенческий портрет
Тип высшей нервной деятельности борзых характеризуется как сильный, но уравновешенный и быстрый. Поведенческий профиль большинства пород борзых собак характеризуется следующими признаками:
| Качество                       | Степень выраженности                                                | Примечание |
| ------------------------------ | ------------------------------------------------------------------- | --- |
| Агрессия                       | Полностью заблокирована                                             | На охоте за попытку укусить человека собаку немедленно убивали. Собаку легко может увести чужой человек. |
| Социальность                   | Высокая                                                             | Борзые — по-настоящему стайные собаки. |
| Охотничье поведение            | Сохранено в полном объёме, охотничье поведение отделено от пищевого | Собаки обладают сильным охотничьим инстинктом, заставляющим их догонять и ловить убегающего зверя. Поймав и умерщвив добычу, собака должна быстро успокоиться и оставить её, а не портить шкурку зверя. Самостоятельно добытого зверя собака не ест. |
| Территориальность              | Слабо развита                                                       | Своя территория охраняется от чужих собак, но не от людей. |
| Подвижность нервной системы    | Хорошая                                                             | Собака быстро успокаивается после неудачной охоты, сразу готова к работе. |
| Лёгкость переключения внимания | Высокая                                                             | |
| Аффектированность              | Низкая                                                              | Собаки мелких пород могут быть более аффектированны. |
| Инфантильность                 | Не свойственна                                                      | |

## Терминология
При описании экстерьера и работы борзых собак используется традиционная русская охотничья терминология, которая зачастую может быть непонятна современникам, далёким от псовой охоты.
| Стати борзых |
| --- |
| - Соколо́к — задняя оконечность черепа, затылочный бугор; - Щипе́ц — морда; - Вощо́к — мочка носа; - Зазо́р — глаза; - Коло́дка — туловище; - Степь — верх спины; - Подры́в — переход от груди к подтянутому животу; - Мо́чи — бока; - Чёрные мяса — бёдра, мускулы на бёдрах; - Па́занки — лапы; - Тетива — ахиллово сухожилие - Прави́ло — хвост; - Псо́вина, рубашка — шерсть; - Поду́здость — недостаточной длины нижняя челюсть, недокус. |
| Окрасы (масти) борзых |
| - Белая; - Чёрная; - Серая (зольного цвета); - Чёрная или серая с подпалинами; - Поло́вая (соломенного или маисового цвета), светло- и красно-половая; - Красная; - Красная с мазу́риною — красная собака с чёрным щипцом; - Муру́гая — красная собака с чёрными щипцом, концами ног и ушей, ремнем на спине и с чёрной остью по всему корпусу псовины; - Бурма́тая — собака с псовиной, как будто подернутой пылью; - Тёмно-бурматая — половая собака, покрытая шоколадной или светло-коричневой остью; - Чуба́рая — собака с неправильно расположенными чёрными или серыми пятнами в виде полос или яблок; по преобладающему цвету называют масть: чёрно-чубарая, красно-чубарая, серо-чубарая; - Полово-серая; - Пе́гая — белая с пятнами всех означенных цветов. |
| Работа борзых |
| - Пара — две борзые любого пола, работающие вместе; - Свора — работающая вместе группа собак, обычно три; - Сбросить собак — спустить борзых с поводка; - Скачка — преследование добычи; - По́вих — поворот зверя на угол менее 90° от направления бега; - Уго́нка — резкий поворот зверя на угол более 90°; - Приёмка — забирание добычи у собак; - Досуг, досужесть — совокупность рабочих качеств борзой; - Бессъездность — способность собаки работать ежедневно весь период охоты; - Пои́мистость — способность собаки ловко схватить добычу; - Жадность — азарт и упорство в преследовании зверя; - Злоба — агрессивность к зверю, готовность нападать (обычно по отношению к волку).                                                                       |

## Основные типы борзых

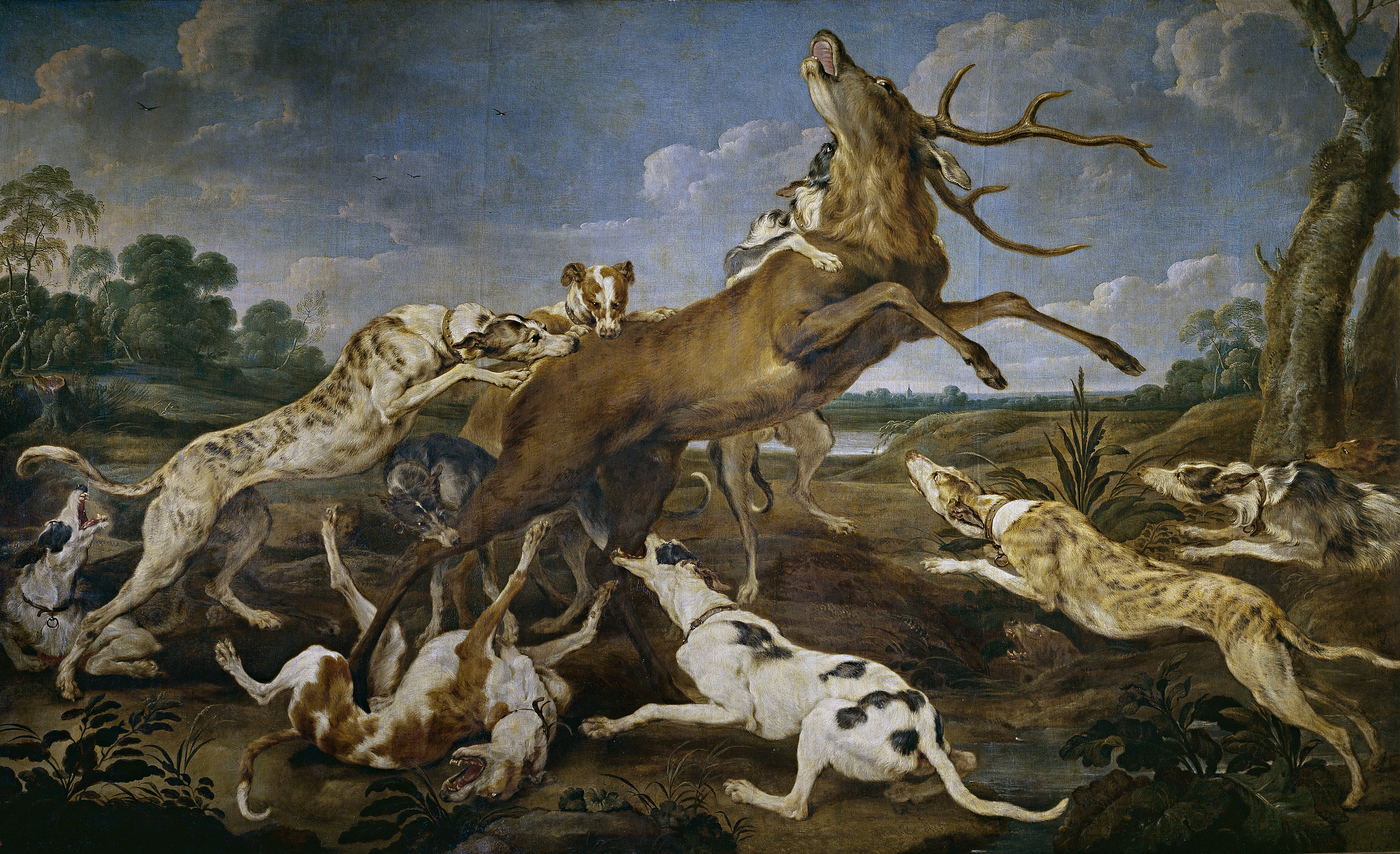
Пауль де Вос (1595—1678). Травля оленя

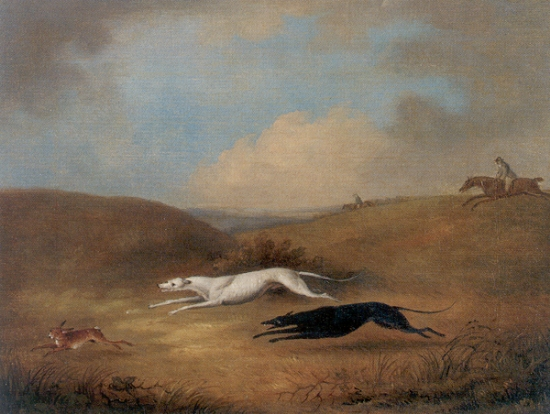
Дэн Уолстенхолм (1757—1837). Грейхаунды, догоняющие зайца

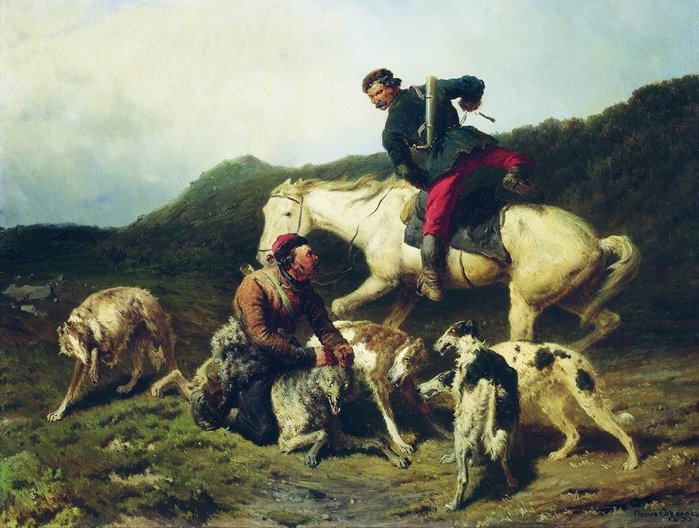
П. П. Соколов (1821—1899). Охота на волка

В Западной Европе сформировались три подтипа борзых собак. Для травли волков и крупной копытной дичи использовались крупные брудастые борзые. В охоте на лисиц и зайцев использовались собаки со средней шерстью — хортые. Мелкие короткошёрстные собаки охотились на кроликов. Во многих странах Европы сформировались национальные породы борзых. Впоследствии в Европу были завезены и крупные борзые из России.
В Московской Руси охота с борзыми практиковалась как спорт правящей элиты. В то время зародилась «комплектная» охота с комбинированным использованием борзых и гончих собак: гончие выгоняли зверя из леса, а борзые преследовали и ловили его на открытых участках. Для такой охоты и была выведена русская псовая борзая — крупная собака, отличавшаяся резвостью и злобой к зверю, то есть смелостью и готовностью к сражению с хищником. Борзые использовались группами в две—три собаки (иногда спускалось несколькими сворами), зверя брали на коротком расстоянии. Такое применение борзых обусловило особенности формирующейся породы:
- собаки показывают очень высокую резвость, но на коротких дистанциях — собака должна была успеть перехватить зверя прежде, чем он скроется в лесу (фактически применялся способ преследования, более свойственный кошачьим);
- самостоятельность в розыске зверя развита слабо, собака в засаде не отходила от охотника, дожидаясь, пока другие собаки или конные охотники поднимут зверя;
- чутьё не только не развивалось, но и считалось недостатком (собака «смрадничает»), — ценились зоркость, внимательность, зрительная реакция. Борзые европейской селекции способны видеть движущийся объект на расстоянии в несколько километров[39].

Комплектные охоты и присущий им тип борзых, — в первую очередь русская псовая и хортая, — были распространены в России с XVII до середины XIX века. В Западной Европе к этому подтипу борзых относились: английская короткошёрстная борзая, итальянская борзая и жесткошёрстные (брудастые) ирландская и шотландская борзые. Для европейских борзых характерны затянутые уши, в возбуждённом состоянии приподнятые на хрящах.
В Северной Африке, Малой и Средней Азии, прикаспийских и причерноморских степях борзые формировались в условиях открытых ландшафтов и другого характера охоты. Охота носила характер промысла. Зверя разыскивали на больших пространствах, собак пускали для преследования удалённого зверя («в угон»), применяли их преимущественно в одиночку. Для такой охоты собака должна быть способна:
- сочетать резвость и выносливость;
- самостоятельно разыскивать зверя, используя как зрение, так и чутьё;
- спокойно дожидаться охотника возле добычи, подносить добычу.

Южные и восточные борзые обычно имеют висячие уши, покрытие удлинёнными волосами («бурками») и закрученный в кольцо кончик хвоста. Основные представители этого подтипа борзых: тазы, тайган, слугги, афганская борзая, исчезнувшие на рубеже XIX—XX веков крымские и горские борзые.
Восточные вислоухие борзые — самая многочисленная группа пород ловчих собак. Утверждают, что именно восточная борзая пережила Всемирный потоп на Ноевом ковчеге.
Брудастые борзые
Произошли ещё в глубокой древности от смешения восточных борзых с овчарами, от которых и наследовали свои отличительные признаки: шерстистость псовины, бороду, усы и густо нависшие брови. Масть их почти всегда зольно-серая, грязно-половая, красная, белая и чёрная. Брудастые разделяются на шотландских или курляндских клоков и английских королевских; первые из них имеют на всей голове и на всем туловище длинную клокастую псовину, жесткую, как у тюленя или барсука; английские же отличаются более шелковистою псовиною, висящею вниз, как у ангорских коз, густыми бровями и усами, с бородою, как у козла
Хортые
Составляют особую группу западноевропейских борзых, которая в прежнее время распадалась на многочисленные местные породы, теперь же на материке Европы сохранились только итальянские борзые, или левретки, употреблявшиеся прежде для травли крыс. Крупные хортые разводились в прежней Польше и в Англии; в первой они почти окончательно перевелись, в Англии же их скрестили для поддержания породы от полного вырождения с бульдогами. Отличительные признаки современной английской борзой следующие: голова широкая и плоская, как у змеи; щипец длинный, сухой, суживающийся к концу, без подуздости и без брылей (отвисших губ); глаза средней величины, блестящие, цвета, подходящего к масти собаки; уши небольшие, висячие, тонкие и мягкие; шея длинная и поставленная высоко, грудь широкая, но не очень широкая впереди; мускулы на ногах выпуклые, то есть развитые, спина — брусковатая, то есть напоминающая брусок, лапа круглая, кошачья; правило тонкое, хрящеватое и острое; псовина короткая и шелковистая, совершенно отсутствует на нижних частях тела; масть, обыкновенно, одноцветная; преобладающие цвета её: стальной, чёрный и красный. Английские хортые очень резвые собаки, что и доказали, взяв в 1889 и 1890 г. первые призы на резвость на петербургских садках Общества поощрения полевых достоинств охотничьих собак.

## Породы

### Разнообразие пород борзых
Практически в каждой стране Южной Европы, Северной и Центральной Африки, Центральной и Южной Азии существует или когда-то существовала своя порода борзых.
Международная кинологическая федерация признает 13 пород борзых, кроме того, некоторые породы из так называемых примитивных пород фактически являются борзыми (фараонова собака, поденко ибиценко (ивисская борзая) и поденко канарио, чирнеко дель Этна).
Как указывает А. П. Мазовер, насчитывается около 30 пород борзых, не считая множества различных типов, распространённых в арабских, африканских и европейских странах. По данным П. М. Мачеварианова, в России в VII—VIII столетиях были четыре породы борзых: псовые, брудастые, хортые и крымки (видимо, все борзые восточного происхождения). П. М. Губин добавляет ещё четыре породы — английскую, хортую, горскую и курляндскую.
Брокгауз и Ефрон приводят разделение борзых собак на псовых, или густопсовых, чистопсовых, крымских, молдаванских, горских, туркменских, или тазый, хивинских, киргизских, хортых и брудастых.
Л. П. Сабанеев предлагает разделение множества пород борзых на четыре основные группы: арабская (главная разновидность — слугги), брудастая, вислоухая турецко-татарская и самая молодая — русская.

### Список пород
Легенда
| современные породы, признанные международно FCI, AKC, КК                                                                   |
| исторические породы (исчезнувшие)                                                                                          |
| местные породы — не признанные ни одной из ведущих кинологических организаций, кроме, возможно, организации в своей стране |

⍐ — высота в холке, см
| Название | Тип                         | Происхождение                | Описание породы | Источники                   |
| --- | --------------------------- | ---------------------------- | --- | --------------------------- |
| Австралийская борзая син. кенгуровая собака, австралийский виндхаунд англ. Australian greyhound, kangaroo dog |                             | Австралия                    | ⍐ 69— 76 Очень крупная борзая с довольно грубой шерстью, выведена на базе грейхаунда с участием дирхаундов и ирландских волкодавов. Использовалась австралийскими фермерами для охоты на крупных сумчатых и эму, а также для борьбы с дикими динго. После запрета охоты на сумчатых стала очень редкой. | [ 51 ] [ 52 ]               |
| Азавак син. туарегская борзая, борзая голубых берберов, туарегский слюги, южносахарская борзая                | Южные                       | Южная Сахара                 | ⍐ 60—74 Древняя порода, приспособленная к особенностям охоты в суровых климатических условиях. Собака может долго преследовать зайца, добычу не убивает, а держит до прибытия охотника. Годится и для сторожевой работы. Типичная южная борзая, высокая, очень изящная, с тонкой кожей, небольшими висячими ушами. Шерсть тонкая, шелковистая, масть песочная с белыми отметинами. | .                           |
| Американский стагхаунд син. американская оленья собака англ. American staghound                               |                             | США                          | Выведена в XIX веке на основе грейхаунда, дирхаунда, ирландского волкодава и русской псовой для защиты от волков, койотов и других хищников, наносивших ущерб имуществу и скоту поселенцев на Западе. После освоения Запада стала использоваться для спортивной охоты на оленя. Крупная, мощная борзая с толстой кожей и жёсткой шерстью. | [ 51 ]                      |
| Английская королевская борзая                                                                                 | Брудастые                   |                              | Отличаются более шелковистою псовиною, висящею вниз, как у ангорских коз, густыми бровями и усами, с бородою, как у козла. | [ 1 ]                       |
| Андалузский поденко исп. Podenco andaluz                                                                      | Иберийские                  | Средиземноморский регион     | Потомки египетских борзых, встречаются в сельских районах Андалусии. При разведении предпочтение отдавалось охотничьим способностям, поэтому имеется три ростовые разновидности и три типа шерсти. Универсальная охотничья собака, используется для охоты на разную дичь — от кролика до кабана, — и подачи водоплавающей птицы, а также для охраны территории. | [ 51 ] [ 54 ]               |
| Арубский кунуку син. арубская деревенская собака англ. arubian cunucu                                         |                             | Аруба                        | Аборигенная собака, вероятно, потомок собак, похожих на среднего португальского поденгу, завезённых португальскими колонизаторами, и местных полудиких собак. Примитивная собака среднего роста с закрученным хвостом, всевозможных окрасов, с висячими ушами, смелая, быстрая и очень манёвренная. Использовалась местным народом для охоты на игуан. | [ 51 ] [ 55 ]               |
| Афганская борзая                                                                                              | Восточные                   |                              | ⍐ 64—74 Предками современной афганской борзой были тазы и тайган. Афганы использовались для охоты в суровых условиях гор и горячей пустыни. Крупная, сильная и элегантная длинношёрстная собака. Голова длинная, гордо поднята на длинной сильной шее, с «восточным» выражением глаз, уши висячие. Ноги длинные, лапы широкие. Конец хвоста завёрнут в кольцо. Корпус покрыт длинной шелковистой шерстью, морда и спина гладкие, на голове чуб. Окрас может быть любым. | [ 56 ] [ 57 ]               |
| Бакхмуль | Восточная                   | Северный Афганистан          | Разновидность аборигенной афганской борзой, отличается исключительно длинной, тонкой и шелковистой шерстью. | [ 58 ]                      |
| Банджарская борзая син. ванджари                                                                              |                             |                              | ⍐ 65—71 Аборигенная собака кочевников, вероятно, происходит от салюки, смешавшихся с местными собаками. Используется для охоты и охраны имущества и стад. Как сообщают индийские источники, преследуя добычу, издаёт характерный низкий лай, а догнав оленя, хватает его за задние ноги, в отличие от дирхаунда, который берёт за горло. Привязан к хозяину, более сильных собак сторонится. Шерсть грубая, окрас чёрный с серым. | [ 51 ]                      |
| Бишарин |                             | Судан                        | Местная собака, живущая с племенем бишари на северо-востоке Судана, используется в сворной охоте на зайца. Уши стоячие, хвост закручен в кольцо. | [ 51 ]                      |
| Бразильская борзая син. бразильский дирхаунд порт. veadeiro catarinense                                       |                             | Бразилия                     | Выведена скрещиванием завезённых грейхаундов и фоксхаундов. Уши стоячие, шерсть короткая, преимущественно серая или коричневая. Может охотиться как «по-зрячему», так и, при необходимости, по запаху. | [ 51 ]                      |
| Виндспрайт син. длинношёрстный уиппет англ. Windsprite, silken windsprite                                     |                             | США                          | Выведена в 1980-х закреплением гена длинношёрстности у уиппета. | [ 51 ]                      |
| Горская борзая                                                                                                |                             | Кавказ и Малая Азия          | совершенно сухая голова; узкий лоб, острый соколок; тонкий, сухой, и красивый щипец; тонкие, висячие, внизу острые, под бурками, уши; длинная и прямая шея; сухие и сжатые в пазанках ноги, бочковатые и довольно низко спущенные ребра; короткое, тонкое правило с лёгким подвесом, негустая и недлинная псовина, но гладкая и атласистая. Масть чёрная с подпалинами, муругая и красная с мурузиною. Горские борзые славятся крепостью, резвостью, силою к дальней доскачке, а иногда приобретают даже брасок псовой собаки | [ 1 ]                       |
| Грейхаунд англ. English Greyhound                                                                             | Европейские короткошёрстные | Южная Англия                 | ⍐ 69—76 Выведена 2—2,5 тысячи лет назад, на основе собак, ввезенных древними кельтами из материковой Европы. Использовались в популярной спортивной охоте на зайцев, в современных условиях популярная порода для курсинга. Сильная, изящная, крупная собака. Голова довольно широкая, длинная морда. Тонкие уши в форме розы откинуты назад и наполовину встают при возбуждении. Спина изящно изогнута, с мощной поясницей. Грудь глубокая, с хорошо изогнутыми рёбрами. Длинный низко посаженный хвост слегка изогнут. Шерсть тонкая и плотная, окрасы сплошные, с белыми пятнами, с крапом. | [ 59 ] [ 51 ]               |
| Греческая борзая                                                                                              |                             |                              | ⍐ 56—71 | [ 52 ]                      |
| Динка |                             | Судан                        | Охотничья собака народа динка на юго-западе Судана. Типичная борзая, смешанная с более грубыми местными собаками-париями. Шерсть очень короткая, светло-палевого цвета. | [ 51 ]                      |
| Дирхаунд син. шотландская оленья борзая англ. Deerhound                                                       | Брудастые                   | Шотландия                    | ⍐ 71—76 В средние века охота на оленей была популярна среди шотландской знати, и дирхаунды были атрибутом дворцовой роскоши. Собаки охотились в одиночку или парами, оленя догоняли, валили и убивали, или удерживали и дожидались прибытия охотника. В отличие от большинства борзых, дирхаунд обладает хорошим обонянием. Сильная, спортивная собака, внешне напоминает жесткошёрстного грейхаунда. Длинная заострённая голова, сильные челюсти, глубокая грудь, мощные задние ноги. Длинный хвост прямой или слегка изогнутый. Шерсть жёсткая, косматая, плотно прилегающая к корпусу, окрашена в серые, палевые, красные тона, иногда с небольшими белыми пятнами. | [ 60 ] [ 51 ]               |
| Занзибарская борзая                                                                                           |                             | Занзибар                     | ⍐ 68 Аборигенная борзая, происходящая, вероятно, от скрещивания салюки с местными париями, впервые описана в 1897 году. Сохранилась ли популяция в XXI веке, неизвестно. Типичная борзая крепкого сложения со стоячими ушами и грубой шерстью рыже-пегой масти. Наделена отличным зрением и чутьём. | [ 51 ]                      |
| Индийская безволосая борзая                                                                                   |                             | Индия                        | Использовалась для охоты на мелкую дичь. Типичная борзая со стоячими ушами, кожа толстая, морщинистая, с пучками шерсти на голове, ногах и кончике хвоста. Окрас красный или серый. Порода исчезла в середине XIX века. | [ 51 ]                      |
| Ирландский волкодав англ. Irish wolfhound                                                                     | Брудастые                   | Ирландия                     | ⍐ 71—90 В средние века волкодавы использовались для контроля за численностью волков, но впоследствии перестали быть модными. Порода была восстановлена в первой половине XIX века. Очень большая, мощная, мускулистая собака. Голова благородная длинная, челюсти мощные. Уши маленькие, бархатистые. Спина длинная, длинный хвост слегка изогнут и опущен. Шерсть грубая, особенно жёсткая под челюстью и вокруг глаз (борода и брови). Окрас пятнистый, серый, красный, чёрный, белый, палевый. | .                           |
| Испанский гальго син. испанская борзая исп. Galgo español                                                     |                             |                              | ⍐ 66—71 Происходит от собак кельтов или от слюги. Использовались для спортивной охоты на зайцев. Внешне похожи на грейхаундов, но ниже ростом, имеют более прямую спину, менее мускулисты. Уши длинные, полувисячие. Могут иметь мягкую или жёсткую шерсть, допускается любой окрас. | [ 62 ] [ 63 ]               |
| Кайкади |                             | Центральная Индия            | Аборигенная борзая народа кайкади, размером с уиппета, но с ровной спиной. Стройная, длинноногая, быстрая собака с мощными челюстями. Самый распространённый окрас трёхцветный. Охотится на обезьян, крыс, кроликов и другую мелкую дичь, а также для охраны. | [ 51 ]                      |
| Канарский поденко син. канарская борзая исп. Podenco canario                                                  | Иберийские                  |                              | Древняя порода египетского происхождения. Используется в охоте на зайца и кролика. Очень быстры, в охоте полагаются не на зрение, а на слух и чутьё. Могут охотиться в одиночку и в своре, умерщвлять добычу самостоятельно или удерживать её до прибытия охотника. Собака небольшого роста, очень стройная, удлинённых линий, чуть растянутая. Подкожный жир отсутствует практически полностью, так что видны очертания рёбер и позвоночника, однако мускулатура весьма развита. Морда плоская, мочка носа светлая, глаза цвета темного янтаря. Уши большие, остроконечные, в спокойном состоянии сложены назад, в насторожённом — стоячие и чуть развешенные. Шерсть гладкая, масть бело-рыжая разных оттенков. | [ 51 ]                      |
| Караванная борзая син. карвани                                                                                | Азиатский                   | Центральная Индия            | ⍐ 60-76 Аборигенная порода центральной Индии, в древности сопровождала караваны. Используется для охоты на крупную и мелкую дичь, включая зайца, варана, оленя-мунтжака, антилопу. Элегантная, сильная и быстрая, гладкошёрстная собака, похожая на слюги или азавака, отлично приспособленная для длительной скачки по трудной местности и при сильной жаре. Формат квадратный или слегка удлинённый. Голова длинная, широкая на уровне ушей и сильно сужающаяся к носу, затылочный бугор не выражен. Стоп практически отсутствует, встречается римский нос, но не чрезмерно выраженный. Уши висячие, довольно большие. Шея длиная, мускулистая. Спина слегка спускается от переда к заду, холка и маклоки хорошо видны, круп заметно скошен. Плавная линия низа предпочтительнее, чем резкий подрыв. Хвост сильный, заметно утончающийся, конец хвоста закруглён вверх. Окрас обычно песочный от светлого до красного, чёрный, серый, часто с белыми пятнами. Движения пружинистые и грациозные. Благородная, смелая и осторожная, недоверчивая к посторонним собака. | [ 51 ] [ 64 ]               |
| Кельтская борзая син. вертрагус лат. vertragus                                                                |                             |                              | Древняя борзая, прародитель современных пород. Обладала тонкой, гладкой и мягкой шерстью. | [ 51 ]                      |
| Кипрская борзая                                                                                               |                             |                              | Местная порода. До XIX века использовалась для охоты на зайцев, но пойманного зверька не убивала, а живым приносила и подавала охотнику. | [ 51 ]                      |
| Китайская борзая син. кансу, чика, сиянмин-тцу                                                                |                             |                              | ⍐ 50 Вероятно, произошла от персидских и индийских борзых не менее 2000 лет назад, затем улучшалась грейхаундом. Была распространена в регионах Шэньси и Кансу. Шерсть короткая, с небольшим очёсом на хвосте, окрас рыжий всех тонов — от кремового до коричневого, иногда с белыми пятнами. | [ 51 ]                      |
| Критская гончая греч. Kρητικός Λαγωνικός                                                                      |                             |                              | ⍐ 50—60 Древняя аборигенная борзая, издавна используется в охоте на зайцев, для поиска применяет и зрение, и нюх. Стройная длинноногая собака, уши стоячие, хвост загнут в кольцо. Шерсть короткая, окрас белый, рыжий, серый, чёрный, двух- и трёхцветный, тигровый. | [ 51 ]                      |
| Крымская борзая син. крымка или крымач                                                                        |                             |                              | Небольшие отвислые уши, иногда покрытые так называемою буркою, то есть длинною псовиною; желтоватый глаз; сильно развитые грудь, спина, крестец и черные мяса; переслеговатая (слегка вогнутая) спина, тонкое, сухое и крючковатое правило, всегда одноцветное, то есть без белого кончика и без всяких отметин у корня. Рост их не более 14—15 вершков, окрас же большею частью весь чёрный или в подпалинах, полово-пегий, красный с мазуриною, реже черно-пегий, белый и муруго-пегий. | [ 1 ]                       |
| Левретка син. малая итальянская борзая, итальянский грейхаунд итал. Piccolo levriero italiano                 |                             |                              | ⍐ 33—38 |                             |
| Мадьяр-агар син. венгерская борзая венг. Magyar agár,                                                         |                             |                              | ⍐ 62—70 Выведены с использованием как восточных борзых, так и грейхаундов. Собака среднего роста, крепкая, клиновидная голова несколько короче, чем у грейхаунда, глаза небольшие, уши полустоячие и высоко посаженные. Длинный тонкий хвост слегка изогнут. Шерсть довольно грубая, плотно прилегающая к телу. Окрасы разнообразные. Не так быстры, как грейхаунды, но очень выносливы. Используются для травли зайца и лисицы сворами по 2-3 собаки, способны ловить и косуль. | [ 51 ]                      |
| Маратхская борзая                                                                                             |                             | Индия                        | ⍐ 56 Некрупная местная гладкошёрстная борзая, окрас белый с серыми и бежевыми пятнами. | [ 51 ]                      |
| Мастиф фр. Mâtin                                                                                              |                             |                              | ⍐ 61 Крупная, мощная собака с типичной удлинённой клиновидной головой, плоским лбом и полустоящими ушами. Окрас рыжий от светлопалевого до красного, встречались бело-рыжие экземпляры. Использовался для охоты на кабана и медведя, хотя не отличался смелостью. | [ 51 ]                      |
| Молдавская (молдаванская) борзая син. волошка                                                                 |                             |                              | Короткошёрстная борзая. Не выдаваясь особенною резвостью, обладают такою значительною силою, что могут скакать до 10 верст в одну угонку, нимало не уставая, а потому особенно пригодны для охоты в степи. | [ 1 ]                       |
| Мудхол син. мудхольская борзая, маратхская борзая, пашми, кативарская собака                                  |                             |                              | Аборигенная борзая, распространена к востоку от Мумбаи. Короткошёрстная собака, изящная, но крепкая. Использовалась в охоте на оленя, кролика, шакала, в современных условиях выступает компаньоном и сторожевой. Ценится выше караванной борзой, благодаря большей ловкости и способности лучше переносить дневную жару. | [ 51 ]                      |
| Поденко ибиценко син. ивисская борзая, ибизар, балеарская собака исп. Podenco ibicenco                        | Иберийские борзые           | Балеарские острова           | ⍐ 57—70 Собак держали для промысловой охоты на кроликов и другую дичь. Исключительно работоспособные и прыгучие, ибизаны обладают выдающимися зрением, обонянием и слухом. Свойственная породе «мягкая хватка» позволяла собаке принести охотнику живую добычу. Традиционно собаки охотились в одиночку или в паре, но способны охотиться и в стае. Стройная, высокая, спортивного вида собака. Голова длинная, морда тонкая и заострённая, мочка носа светлые, глаза янтарного цвета. Уши подвижные, большие, вертикально стоящие. Масть белая, каштановая, коричневая, пегая. Существуют гладкошёрстная и жесткошёрстная разновидности. | [ 70 ] [ 51 ]               |
| Польский харт пол. Chart polski                                                                               |                             | Польша                       | Мощная, выносливая собака использовалась в охоте на зайца, лисицу, козу, оленя и даже волка. Шерсть недлинная, упругая и гладкая, бывают небольшие очёсы на задней стороне ног и хвосте. Допускаются все окрасы, кроме осветлённых. | [ 51 ]                      |
| Португальский поденгу (большой, средний) син. португальская кроличья собака порт. podengo português           | Иберийские                  |                              | ⍐ 55-70 / 40-54 Большой поденгу использовался, главным образом, для охоты на крупную дичь на открытых пространствах. Крупная, сильная и выносливая борзая со стоячими ушами способна в погоне за дичью покрывать большие расстояния, охотилась в одиночку, в паре или в своре. Средний поденгу отличается скоростью и манёвренностью и успешен в охоте на кроликов на пересёченных и труднопроходимых участках. Оба размера бывают с двумя типами шерсти: с гладкой плотной и с удлинённой щетинистой шерстью. Малый поденгу к борзым не относится. | [ 51 ]                      |
| Псовая борзая                                                                                                 |                             |                              | Голова сухая, клинчатая, с нешироким лбом и острым соколком; щипец тонкий, длинный, складный, то есть не горбатый, и без подуздости, являющейся в том случае, когда нижняя челюсть значительно короче верхней; вощок темный или чёрный; уши небольшие, тонкие и в затяжке, то есть закладывающиеся назад на затылок и лежащие близко друг от друга; глаза чёрные, навыкате; шея с боков плоская, длинная, лебединая; грудь широкая, спереди суживающаяся; плечи полные, мускулистые; локотки передних ног слегка вывернуты врозь; ноги вообще костистые и жилистые; пазанки передних ног сухие и узкие, в пальцах сжаты в комок и опирающиеся на землю коготками, а не пяткою; степь у кобеля с верхом, то есть с легкою горбиною, у сук — скамьею, то есть прямая; ребра бочковатые, спускающиеся до локотков передних ног; подрыв подобран выше пахов; мочи тупые и твёрдые; задние ноги прямые, между собою параллельные и широко друг от друга расставленные; чёрные мяса умеренные, но узловатые и крепкие; тетивы толстые и упругие; пазанки задних ног длинные и в пальцах похожие на русачьи; правило не мясистое, а сухое, немного толще пальца, серпом, средней длины и с подвесом, то есть с уборною псовиною; тело крепкое, твёрдое и упругое, с отлично развитыми и резко обозначенными мускулами; псовина волнистая и шелковистая, не особенно (густая), но хорошего качества | [ 1 ]                       |
| Раджапалайям син. полигарская борзая                                                                          |                             |                              | ⍐ 57—62 Аборигенная собака, выведена для охоты на оленя, лисицу, шакала, кабана. Голова и костяк довольно тяжёлые для борзой. Отличается очень короткой шерстью, предпочтительно белой, сквозь которую просвечивает розовая кожа. | [ 51 ]                      |
| Рампурская борзая син. рампури, североиндийская борзая                                                        |                             |                              | ⍐ 56—76 Крупная мощная борзая, грубоватого сложения. Используется для травли шакала, оленя, кабана, в том числе на неровной местности. Шерсть гладкая, распространённый окрас серый, реже чёрный. Из-за прилития крови европейских борзых, собак традиционного типа очень мало. | [ 51 ]                      |
| Русская псовая борзая син. русский волкодав                                                                   |                             | Российская империя           | ⍐ 67—86 Выведена путём видоизменения старинной псовой борзой с подлитием крови хортых, крымских и горских борзых. Собаки крупные, высокого роста и благородного облика. Костяк крепкий, мускулатура удлинённая, голова длинная, узкая, переход от лба к морде не выражен, на конце морды лёгкая горбинка. Уши небольшие, острые, посажены высоко и затянуты назад. Глаза большие, карие, чуть косого разреза. Грудь собаки глубокая и заметно уже зада. Спина широкая, умеренно выгнутая, круче у кобелей. Хвост саблевидный, тонкий. Шёрстный покров сформирован из длинных волнистых остевых волос или волос с завитком, без подшёрстка. На голове и передней части ног шерсть короткая, уборный волос располагается на шее, задней стороне ног, на нижней части туловища, образует подвес на хвосте. Окрас разнообразный. | .                           |
| Русская степная борзая син. южнорусская степная борзая                                                        | Южные                       | Российская империя           | ⍐ 59—70 Сформировалась к началу XX века скрещиванием тазы, остатков крымских и горских борзых с хортой и с незначительным прилитем крови русской псовой борзой. Используется для охоты на волка, лису, зайца и мелких копытных. Характерна для регионов Кавказа и нижних течений Волги и Дона. Собака довольно крупная. Грудь глубокая, холка хорошо выражена, круп сильно покатый. Глаза большие, овальные, чуть навыкате. Треугольные уши висят на хряще или чуть затянуты. Шерсть средней длины, жестковатая, имеются бурки, очёсы, подвес на хвосте. Окрасы разнообразны, наиболее предпочтителен светло-половый без тёмных пятен. | [ 51 ] [ 57 ] [ 71 ]        |
| Салюки син. персидская борзая, газелья собака араб. سلوقی‎ (salūqī) перс. سلوکی,سگ‎                             |                             | Ближний Восток               | ⍐ 56—71 Использовалась для охоты на газелей, зайцев, лисиц и другую мелкую дичь. В соответствии с мусульманской традицией, предписывающий умерщвление животного особым образом, собаки были обучены захватить и удерживать пойманную дичь. Салюки достаточно выносливы, чтобы преследовать зверя как по каменистой, так и по песчаной местности. Салюки — довольно крупная, изящная собака с узкой головой, нежными глазами и удлинёнными ушами. Хвост закручен на конце. В различных бедуинских племенах сформировались два типа салюки: гладкая и «с перьями», у последних есть длинная шелковистая шерсть на ушах и подвес на хвосте. Окрасы любые, за исключением пегих. | [ 73 ]                      |
| Сантал син. санталская борзая                                                                                 |                             | Восточная Индия              | | [ 51 ]                      |
| Слюги син. слугги, арабская борзая, аравийская борзая, бедуинская борзая                                      |                             | Северная Африка              | ⍐ 61—72 Пустынная собака древнего происхождения. Слюги были успешны в охоте на шакалов и кабанов, могли использоваться и как сторожевые собаки. Собаки довольно крупные, величественные, с длинной мордой и прижатыми к голове небольшими ушами. Шерсть тонкая и гладкая, плотно прилегающая. Окрас от песочного до красного, может иметь зачернение и тигровины. Хвост длинный. | .                           |
| Старохорватская борзая син. старобоснийская борзая                                                            |                             |                              | Под этим названием, судя по всему, описаны две разные породы. Моррис описывает старохорватскую борзую как «грейхаунда-переростка», крупную мощную собаку преимущественно чёрного окраса, которая использовалась для травли всех видов дичи. Порода сформировалась более 1000 лет назад, время от времени к ней приливалась кровь грейхаундов. Известный кинолог Шандор Хорват назвал «старохорватской борзой» местное отродье, обнаруженное им в 1980-х годах в Орашье. Эти собаки были очень похожи на английских грейхаундов, включая уши в форме розы, но были ниже ростом (кобели 60-70 см, суки 50-65 см). Преобладающим окрасом был белый с немногочисленными пежинами чёрного, коричневого или рыжего цвета. Собак использовали для охоты на зайца и для собачьих бегов. Эти собаки полностью утрачены к середине 1990-х из-за экспансии зарубежных пород, запрета на охоту с борзыми и из-за военных действий на территории их обитания. | [ 51 ] [ 75 ]               |
| Тазы син. казахская борзая, туркменская борзая, среднеазиатская борзая                                        | Восточные                   |                              | ⍐ 55—70 Чрезвычайно грациозная и пропорционально сложенная собака, способная к продолжительной скачке, очень резвая и злобная к зверю. Применяется для ловли зайца, лисицы, корсака, волка, в том числе с ловчими беркутами. Шерсть разнообразных окрасов, короткая, несколько жестковатая, без подшёрстка, образует бурки на ушах и редкий подвес на хвосте, с кисточкой на конце. Голова маленькая и сухая с большими тёмными глазами, шея тонкая и гибкая. Грудь глубокая, сжатая с боков, спина прямая или чуть выгнутая. Хвост тонкий, недлинный, саблевидный, на конце загнут в кольцо или спираль. В породе выделяют казахскую и туркменскую разновидности. Казахские тазы преимущественно имеют сухое крепкое телосложение, в то время как среди туркменских преобладают собаки сухого лёгкого типа конституции и ниже ростом. | [ 57 ] [ 71 ]               |
| Тайган | Центральноазиатские         | Тянь-Шань                    | ⍐ 60—70 Сформировалась в регионе современной Киргизии. Собака приспособлена к охоте в горных условиях на высоте 2—4 тысячи метров над уровнем моря, хорошо развиты зрение и чутьё. Применяется для охоты на лисицу, барсука; с группой из 2-3 собак охотятся на волка, горного барана (архара), горного козла. Может применяться для совместной охоты с беркутом. При охоте на копытных преследует подраненного зверя и удерживает его, иногда душит. Успевает поймать сурка прежде, чем он скроется под землёй. Крепкая пропорционально сложенная собака с развитой мускулатурой. Голова удлиненная, сухая, слегка массивная, череп несколько широковат. Морда длинная, прямая. Уши висячие в объёмных бурках. Спина прямая или чуть выгнутая, холка хорошо выражена, живот без резкого подрыва. На конце хвоста выше скакательных суставов кольцо со сросшимися позвонками. Шерсть мягкая, на ушах, на боках, плечах, бедрах — удлиненная, с сезонным подшёрстком; волосяная щётка на ногах, защищающая лапы от повреждений, хорошо развита. Окрасы разнообразны. | [ 57 ] [ 71 ]               |
| Тесем син. тезем                                                                                              |                             |                              | ⍐ 51 Древняя охотничья собака, чьи изображения сохранились с эпохи неолита, одна из первых борзых в истории. Тесем выглядел как типичная борзая — гладкошёрстная, с большими стоячими ушами и закрученным в кольцо хвостом. Исчезновение породы — спорный вопрос, возможно в несколько изменённом виде тесем сохранился в местных одичавших собаках, очень похожих на древнеегипетские изображения. | [ 51 ]                      |
| Тибетская борзая син. тибетская охотничья собака, ша-кай                                                      |                             |                              | Аборигенная собака кочевых народов региона Кам. Предназначена для охоты на крупную дичь: голубого барана, серау, кабаргу. Преследует добычу, пока не загоняет её в угол, где удерживает до подхода охотника с оружием. Голова длинная, уши висячие, хвост в спокойном состоянии опущен, в движении поднят и загнут вверх. Шерсть короткая, но очень плотная, кремово-серая с чёрной маской. | [ 51 ]                      |
| Уиппет англ. Whippet                                                                                          |                             |                              | ⍐ 43—50 Небольшая борзая собака, происхождение которой неизвестно. Считалась «грейхаундом для бедняков», поскольку была дешевле и проще в содержании. Помимо охоты на кроликов и другую мелкую дичь, использовался для бегов и браконьерской охоты, благодаря исключительной скорости для собаки столь небольшого размера. Уиппет — изящная, грациозная собака. Голова длинная и худая, уши маленькие, в форме розы. Грудная клетка глубокая, рёбра хорошо изогнуты. Спина длинная, поясница изящно выгнута. Хвост длинный, сужается к концу. Шерсть тонкая, короткая, плотно прилегающая к телу, допускаются любые окрасы. | .                           |
| Фараонова собака мальт. kelb tal-Fenek                                                                        |                             | Мальта                       | ⍐ 53—64 Выведена для охоты на кроликов. Стройная, элегантная собака с большими стоячими ушами. | [ 51 ]                      |
| Хивинская борзая                                                                                              | Восточные                   |                              | Рослее прочих восточных борзых и мясистее их и отличаются огромными, лопухообразными висячими ушами под густою буркою. Они уступают в резвости другим борзым, но едва ли не самые неутомимые. | [ 1 ]                       |
| Хортая борзая                                                                                                 |                             | Юго-запад Российской империи | ⍐ 63—75 Выведена в XIX веке с использованием псовой и английской короткошёрстной борзой, впоследствии были прилиты крови крымских и горских борзых, а также русской псовой борзой. Довольно крупная и крепкая собака. Окрас любой, кроме коричневого, встречаются крап, мазурина и подпал. Шерсть короткая, прямая, зимой дополняется подшёрстком, имеется редкий украшающий волос на задней стороне бедра и подвес на хвосте. Череп умеренно широкий, голова клинообразная, удлиненная, переход от лба к морде слабо выражен. Встречается горбоносость. Уши маленькие, затянутые. Глаза овальные с косым разрезом, большие, карие. Спина широкая, чуть выгнутая. Шея длинная, посажена высоко. Хвост часто закручен на конце. | [ 57 ] [ 71 ]               |
| Чарнего Валенсиано син. валенсийский поденко исп. xarnego valencià, gos coniller, podenco valenciano          |                             | Валенсия                     | ⍐ 50—61 Деревенская борзая среднего размера, используется для безружейной охоты на кроликов. Отлично приспособлена к жаркому климату и работе в колючих зарослях в одиночку или стаей. Шерсть гладкая, жёсткая или полудлинная шелковистая. Окрасы разнообразные. | [ 77 ] [ 78 ] [ 79 ] [ 80 ] |
| Чирнеко дель Этна син. сицилийская борзая итал. Cirneco dell'Etna                                             |                             | Сицилия                      | ⍐ 42—50 Некрупная аборигенная борзая лёгкого сложения, использовалась для охоты на кроликов, зайцев и полевую птицу в холмистой местности. | [ 51 ]                      |
| Черкесский волкодав Орлова син. Черкесский Волкодав                                                           |                             |                              | ⍐ 83 Был представлен на выставках в Англии в 1880-90-х. Возможно, происходит от казахских тазы. Элегантная собака, похожая на русскую псовую, но с ещё более длинными ногами, и поэтому более быстрая. Шерсть немного короче, менее волнистая и более прилегающая, чем у русской псовой, образует очёсы на задней стороне ног и хвосте, по нижней линии шеи и груди. Преобладающие окрасы муругий и красно-половый с кремовым или почти белым подласом и ногами. Голова короче, чем у салюки, затылочный бугор не выражен, глаза крупнее. | [ 51 ] [ 81 ]               |
| Чиппипарай |                             | Индия                        | Аборигенная собака региона Тамилнад, выведена для охоты на зайца. Грудь широкая, живот хорошо подтянут, ноги длинные. Обычный окрас бежевый, нос и глаза чёрные. К посторонним недоверчива. | [ 51 ] [ 82 ]               |
| Шелковистый виндхаунд англ. Silken windhound                                                                  |                             | США                          | ⍐ 47—60 Выведен в конце XX века на основе виндспрайта, с прилитем кровей русской псовой борзой и уиппета. Используется в курсинге. Элегантная борзая среднего размера с длинной шелковистой шерстью любого окраса. | [ 51 ] [ 83 ]               |
| Шиллук |                             | Восточная Африка             | Аборигенная травильная собака народа Шиллук. Борзая крепкого сложения, очень быстрая. Обычно рыжей масти с чёрной мордой, встречаются и серые особи с чёрными пятнами. Используется в охоте на антилопу и другую дичь средней величины. | [ 51 ]                      |
| Шотландский клок син. курляндский клок, космач                                                                | Брудастые                   | Побережье Балтийского моря   | Происходит от охотничьих собак норманнов. Крупная, широколобая собака, псовина жёсткая, как у тюленя или барсука, без украшающей шерсти. Использовалась при выведении псовой борзой. | [ 1 ] [ 49 ] [ 84 ]         |

Моррис относит к борзым Греческую заячью гончую, которая охотится по запаху и с голосом.